# Berlin
Berlin Németország fővárosa, egyben tartományi rangú városállama (szövetségi tartománya) és a Berlin/Brandenburg nagyvárosi régió centruma. 3,6 millió lakosával Németország legnépesebb és kiterjedésében is legnagyobb városa, egyben az Európai Unió legnépesebb és legnagyobb városa. A berlini agglomeráció a 4,7 millió fős lakosságával Németország második legnagyobb agglomerációja (2020). A metropolisz lakossága dinamikus növekedési tendenciát mutat. A város síkságon fekszik, a Spree folyó partján, amely a Havelbe (az Elba egyik mellékfolyójába) ömlik Spandau nyugati kerület területén. A város fő domborzati adottságai között számos tó található a nyugati és délkeleti kerületekben, amelyek közül a legnagyobb a Müggelsee. A város területének körülbelül egyharmadát erdők, parkok, kertek, folyók, csatornák és tavak teszik ki.
A város létezését először a 13. századból dokumentálják, a 15. században a Brandenburgi Őrgrófság, majd Poroszország fővárosa lett, de jelentősége különösen 1871 és 1918 között nőtt meg, amikor a Német Birodalom fővárosa lett. Az 1920-as években Berlin a világ harmadik legnagyobb városa volt, 1918 és 1933 között a Weimari köztársaság, 1933 és 1945 között pedig a Harmadik Birodalom központjaként funkcionált. Berlin azóta is megőrizte a legjelentősebb német város pozícióját, bár a második világháború után a kisebb területű NDK fővárosa volt, míg az NSZK fővárosa Bonn lett. Akkoriban a város egy része, az úgynevezett Nyugat-Berlin független állam státusszal rendelkezett, bár elvileg kulturálisan és politikailag az NSZK-hoz tartozott. A két városrészt 1961 óta a berlini fal választotta el egymástól, amely a hidegháború szimbólumává vált. 1989-es leomlása pedig a kommunizmus bukásának jelképe lett Európában. Németország 1990-es újraegyesítése után a város újraegyesült, és teljes német metropolisz lett. Visszaköltözött többek között a parlament is, melyhez rekonstruálták a Reichstag épületét.
Berlin a politika, a média, a kultúra és a tudomány egyik fontos európai központja. A város fontos közlekedési csomópont és egyike Európa leglátogatottabb nagyvárosainak. Mindezekben szerepet játszanak nemzetközileg elismert egyetemei, kutatóintézetei, operái, színházai és múzeumai. Berlin a világ minden tájáról vonzza a művészeket és a kulturális területen dolgozókat.
Berlin olyan világhírű egyetemeknek is otthont ad, mint a Humboldt Egyetem vagy a Berlini Műszaki Egyetem, a berlini állatkert pedig Európa leglátogatottabb állatkertje. Híres az évente itt megrendezésre kerülő Berlini Nemzetközi Filmfesztivál, amelyet röviden Berlinalénak hívnak. A városközpontban helyezkedik el a Múzeum-sziget (Museumsinsel), ahol az öt híres múzeum mellett a Berlini dóm is található. A sziget egyike a három UNESCO világörökségi helyszínnek, melyek a városban vannak. A másik két helyszín Potsdam és Berlin palotái és parkjai, valamint egy 1913–1934-es modernista épületcsoport. A város további szimbólumai közé tartozik a Brandenburgi kapu és a Berliner Fernsehturm, Németország legmagasabb épülete.

## Földrajz

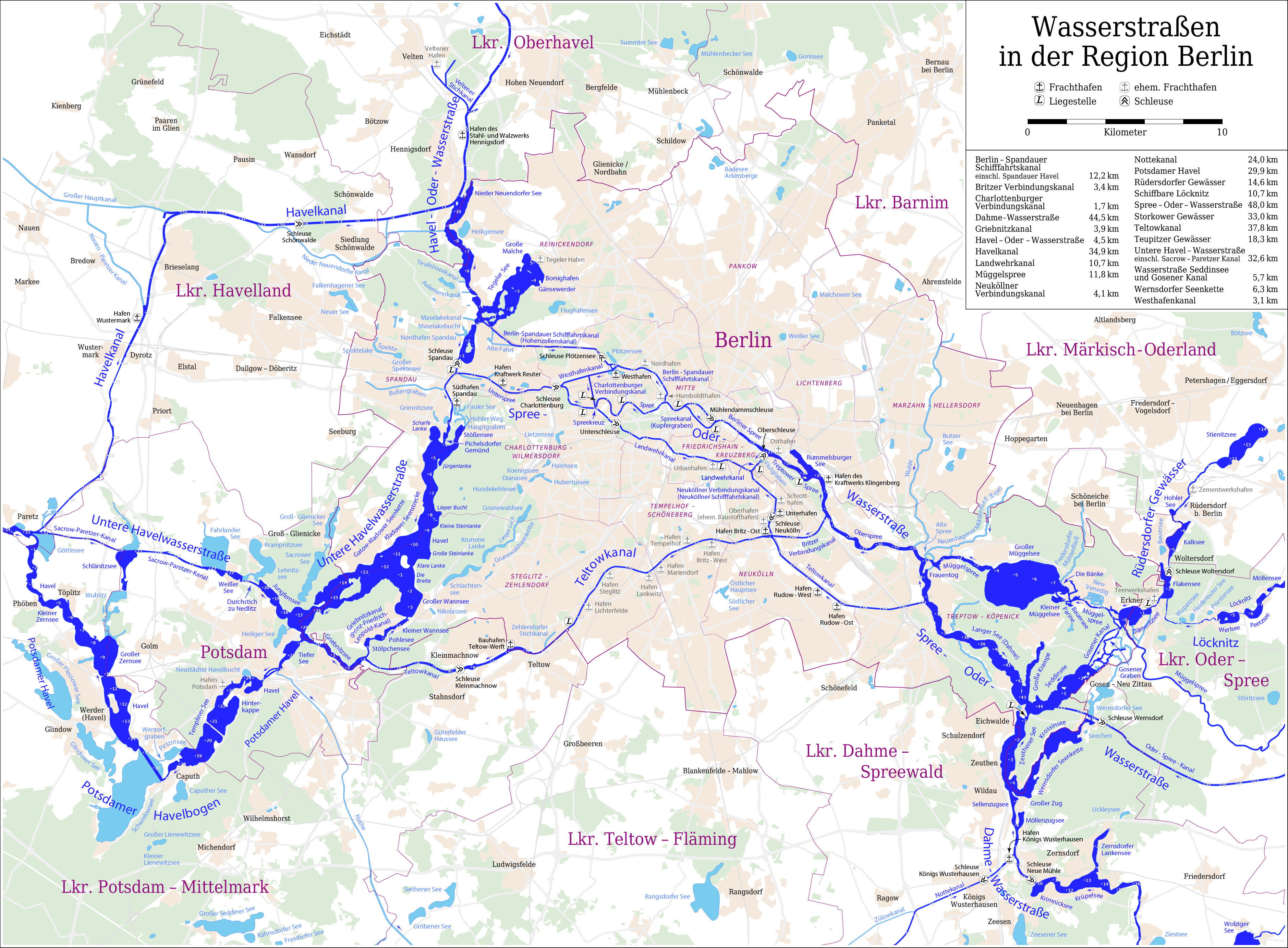
Berlin vizei

A város központja a Spree folyó partján fekszik, az úgynevezett Varsó–Berlin-ősfolyamvölgyben. A folyó kelet–nyugati irányban folyik át a városon, a belvárosban két ágra oszlik és szigetet képez (Múzeum-sziget). Ezenkívül átszeli a várost a Landwehr, a Lujza és a berlin-spandaui hajózási csatorna, amelyeken ötvennél több híd ível át. E hidak közül a legszebb a Schlossbrücke (48 m hosszú), amelyet 1822 és 1824 között Schinkel tervei szerint építettek; széleit négy-négy, a katonai életet ábrázoló márvány szoborcsoport ékesíti. Jelentősebb hidak még: a Kurfürst híd, a nagy választófejedelem ércből öntött lovasszobrával, a Vilmos császár hídja, a négy márvány szoborcsoporttal ékesített Belle-Alliance híd és a Herkules híd.
A város nyugati részén, a Spandau nevű városrészben a Spree a Havel folyóba torkollik, mely a város nyugati részét észak–déli irányban szeli át és Szász-Anhalt tartomány területén végül az Elbába ömlik. A folyók mentén Berlin területén nagy tavak találhatók, amelyek egyrészt a Havelből (például Großer Wannsee, Tegeler See), másrészt a Spree-ből (Großer Müggelsee) táplálkoznak. A nagy tavakon kívül Berlinben számos kisebb tó van, amelyek a nagyobb tavak mellett nyáron népszerű kirándulóhelyek (például Krumme Lanke, Schlachtensee).
A város legmagasabb pontjai a Großer Müggelberg (115,4 m), Treptow-Köpenick városrészben, a Teufelsberg (114,7 m) Charlottenburg-Wilmersdorf városrészben és az Ahrensfeldi-hegyek (112,1 m) Marzahn-Hellersdorfban. A Teufelsberg nem természetes domb, hanem a II. világháborús törmelékek összehordásával keletkezett. Ilyen „törmelékhegyek” (németül Trümmerberg) minden olyan német városban megtalálhatók, amelyek komolyabb háborús károkat szenvedtek el (Berlinben több is van).

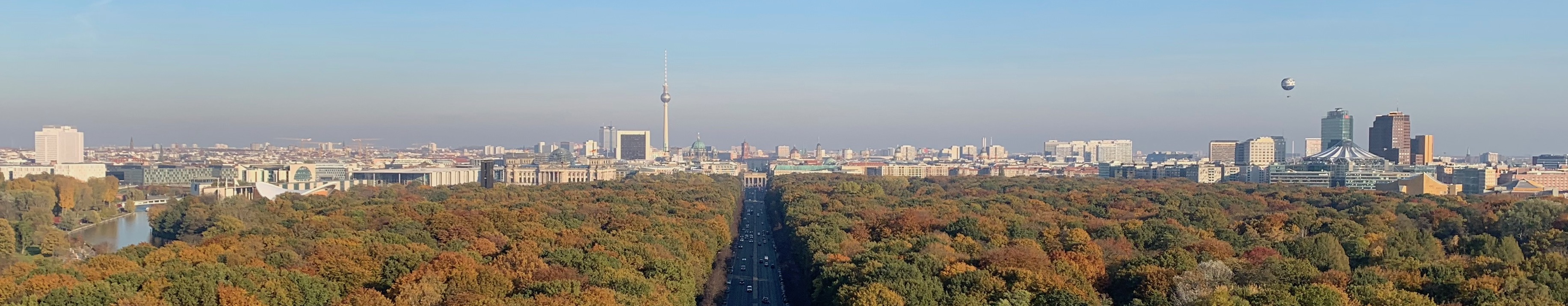
Berlin a Spree folyóval (2021). A háttérben a 368 m magas tévétorony, Németország legmagasabb épülete

### Éghajlat
Berlinben az évi átlaghőmérséklet 8,9 °C, és átlagosan 581 mm csapadék esik, ami Németországban nem számít soknak. A legmelegebb hónap a július és augusztus 19,2 °C, illetve 18,9 °C-kal. A leghidegebb hónap a január, −0,6 °C és −0,3 °C közötti értékkel. A legcsapadékosabb hónap nagy átlagban a július, 70 mm csapadékkal. A legszárazabb hónap a február, 33 mm-rel.
| Hónap                                               | Jan.  | Feb.  | Már.  | Ápr. | Máj. | Jún. | Júl. | Aug. | Szep. | Okt. | Nov.  | Dec.  | Év    |
| --------------------------------------------------- | ----- | ----- | ----- | ---- | ---- | ---- | ---- | ---- | ----- | ---- | ----- | ----- | ----- |
| Rekord max. hőmérséklet (°C)                        | 15,5  | 18,7  | 24,8  | 31,3 | 35,5 | 35,9 | 38,1 | 38,0 | 34,2  | 28,1 | 20,5  | 16,0  | 38,1  |
| Átlagos max. hőmérséklet (°C)                       | 2,9   | 4,2   | 8,5   | 13,2 | 18,9 | 21,6 | 23,7 | 23,6 | 18,8  | 13,4 | 7,1   | 4,4   | 13,4  |
| Átlaghőmérséklet (°C)                               | 0,6   | 1,4   | 4,8   | 8,9  | 14,3 | 17,1 | 19,2 | 18,9 | 14,5  | 9,7  | 4,7   | 2,0   | 9,7   |
| Átlagos min. hőmérséklet (°C)                       | −1,9  | −1,5  | 1,3   | 4,2  | 9,0  | 12,3 | 14,3 | 14,1 | 10,6  | 6,4  | 2,2   | −0,4  | 5,9   |
| Rekord min. hőmérséklet (°C)                        | −23,1 | −26,0 | −16,5 | −8,1 | −4,0 | 1,5  | 5,4  | 3,5  | −1,5  | −9,6 | −16,0 | −20,5 | −26,0 |
| Átl. csapadékmennyiség (mm)                         | 42    | 33    | 41    | 37   | 54   | 69   | 56   | 58   | 45    | 37   | 44    | 55    | 571   |
| Havi napsütéses órák száma                          | 47    | 74    | 121   | 159  | 220  | 222  | 217  | 211  | 156   | 112  | 51    | 37    | 1626  |
| Forrás: World Meteorological Organization (angolul) |       |       |       |      |      |      |      |      |       |      |       |       |       |

### Városrészek, utcák, terek és parkok

A beépített és a zöld területek Berlin kerületeiben

Berlin legrégibb, egykoron sáncokkal körülfogott része a Spree és az azóta feltöltött Königsgraben között feküdt; részei: Alt- és Neu-Cölln és Friedrichswerder. Körülöttük a hét városrészből (Dorotheenstadt, Friedrichstadt, Friedrich-Wilhelmstadt, Spandauer Viertel, Königsstad, Stralauer Viertel, Luisenstadt) álló belső öv terül el. A belső övet északnyugat és dél felől környékezik: Wedding, Moabit, az Oranienburgi-, a Rosenthali-külváros, a Tiergarten, a Friedrichsvorstadt, a schönebergi és tempelhofi negyed. A 700-nál több utca közül a leghosszabb (3 km) az észak–déli irányban húzódó Friedrichstraße, ezt keresztben metszi az Unter den Linden nevet viselő, 1 km hosszú és 60 méter széles, négy akácfasorral beültetett út, amely Berlinnek legfényesebb része, a Behrenstraße, a pénzarisztokrácia lakóhelye, a rendkívül élénk Leipziger Straße.
Jelentős utca még a Wilhelmstraße, amely a Friedrichstraßéval egyközűen húzódik el, ami hajdanán a nemzetiszocialista Németország hatalmi központja volt. Továbbá fontos utcák még: Köpenicker Straße délkeleten, illetve a széles Jägerstraße. A legelőkelőbb utcák (Tiergarten-, Bellevue-, Victoriastraße) nyugaton a Tiergarten-, Potsdamerstraße és az állatkert között vannak. A hetvenkét nyilvános tér között, amelyek csaknem kivétel nélkül parkosítottak, a jelentősebbek: az Operatér a Linden keleti végében, a Párizsi tér (Pariser Platz); ettől északnyugatra a Königsplatz; az Opera tér; mellette a Schlossplatz; a Friedrichstraße déli végében a Belle-Alliance tér; továbbá a Vilmos tér és a Leipziger Platz. Különleges arculata van a Potsdamer Platznak, amely a város kettéosztása idején pont határon feküdt, így pusztaság volt. A kilencvenes évek elején teljesen új negyed nőtt ki a földből, számos magasházzal, olyan nagy cégek központjaként, mint például a Sony és a Deutsche Bahn.
A keleti részen a legnevezetesebb, legfontosabb tér az Alexanderplatz, amely remek, központi helyzete miatt nagyon fontos forgalmi csomópont. A parkok közül a legjelentékenyebb a 225 hektár területet elfoglaló Tiergarten a Brandenburgi kapu és Charlottenburg közt, ami eredetileg vadaskert volt, III. Frigyes Vilmos uralma alatt kapta mostani alakját és adták át a közönségnek; pompás utak és szép, öreg fákból álló fasorok szelik keresztül-kasul; kellemes sétálóhelyek, gyepmezőkkel, virágágyakkal, szobrokkal és gyermekeknek játszóhelyekkel, váltakoznak benne. Jelentősebb park még az 1845-ben alapított Friedrichshain (53 hektár) északkeleten, az 1876-ban megnyitott Humboldthain, az állatkert (Zoologischer Garten, 30 hektár), a botanikus kert és messzebb, délkeleten a treptowi park. A hidak száma 53.

## Történelem

### A kezdetektől a középkorig
Az I. e. 3. évezredben a mai Berlin helyén már földműveléssel és állattenyésztéssel foglalkoztak. Az I. e. 6. században érkeztek a vidékre a germánok. A 4. és 5. században a germánok a Felső-Rajnához vándoroltak, amelyet később Svábföldnek neveztek el. A 6. században érkeztek ide a szlávok. A szláv időszaknak 1157-ben vége lett, mikor megalapították Brandenburgot. Az első falut a Teltow területen építették fel.

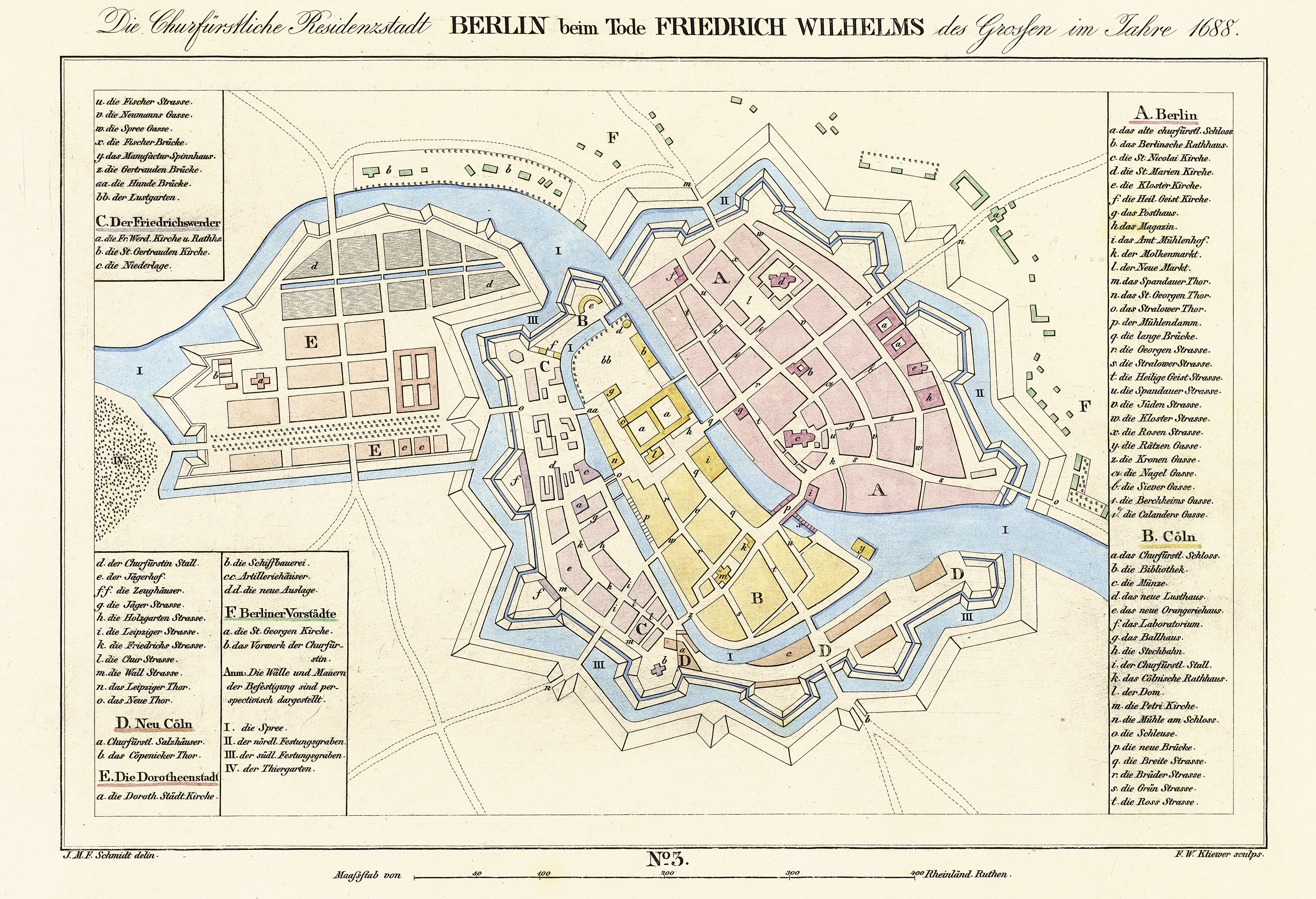
Térkép Berlinről 1688-ban

Berlin a 13. század elején kereskedővárosként jött létre, több fontos kereskedelmi út haladt át rajta. Berlin neve 1244-ben fordul elő legelőször oklevelekben, de a Spree szomszédos szigetére épült másik telep neve (Colonia – Cölln) már 1237-ben. 1225 és 1233 között mindkét település megkapta a brandenburgi jogot. Berlinben épült fel a két település közös városháza 1307-ben, és ekkor egyesült a két település. A Berlin név a szláv berl (mocsár, láp) szóból származik.
1307-től a Hanza-szövetség tagja. 1380-ban a városban tűzvész pusztított, a városháza és több templom is a tűz martaléka lett. 1391-ben Berlin megkapta az önálló bíráskodás jogát, de a 15. században sokat szenvedett a junkerektől, elsősorban a Quitzow családtól. Hohenzollern Frigyes, az új fejedelmi család megalapítója (1415) véget vetett az ököljog korának. A 14. század közepétől a brandenburgi választófejedelmek (1440-től a Hohenzollernek) székvárosa. II. Frigyes választófejedelem pedig Cölln helyén új kastélyt épített, az új kastély megépítése 1448-ban kiváltotta Berlin lakóinak a lázadását, de II. Frigyes választófejedelem több szabadságot biztosított a városnak, így a polgárok letették a fegyvert. 1451-ben a város ismét főváros lett, azonban le kellett mondania a szabad hanza-városi címéről.
1544-ben a város pénzzel váltotta vissza II. Frigyestől a korábban elvett bíráskodási jogot. Joakim meghonosította a protestáns istentiszteletet (1539). 1613-ban János Zsigmond református hitre tért, ez zendülésre szolgáltatott okot.

### A 17–19. században

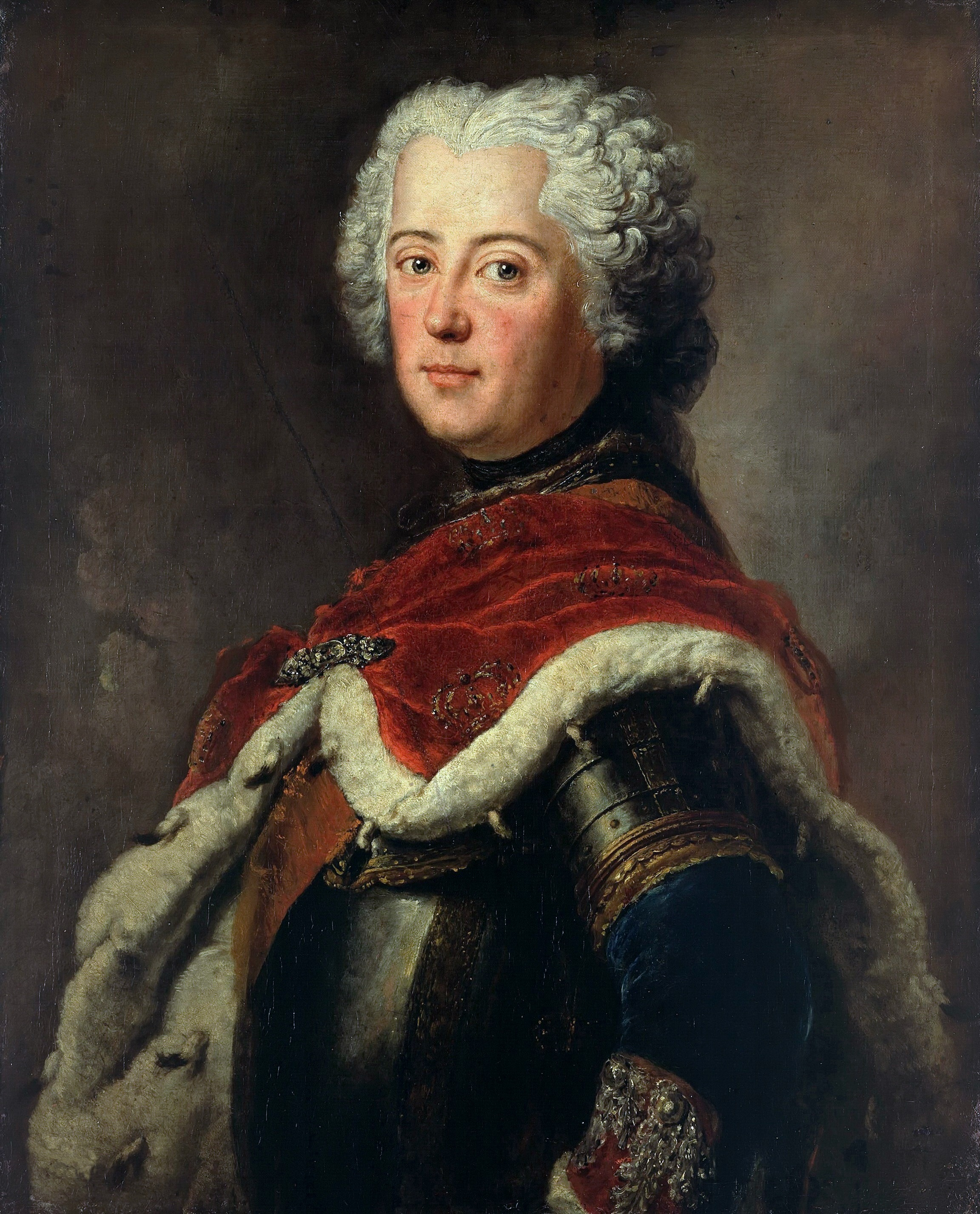
II. Frigyes király (1712–1786) a felvilágosult abszolutizmus kiemelkedő képviselője

A harmincéves háborúban a gyenge falakkal körülvett városnak pénzen kellett magát a svédek támadásaitól megváltania. Lakossága akkor 10 000 főre rúgott. Frigyes Vilmos brandenburgi választófejedelem Berlin felvirágzása idején komoly érdemeket szerzett. Csökkentette az adót, megerősítette, átalakította a Friedrichswerder és Dorothea városrészeket, és menedékhelyet nyitott a szárnyai alá menekülő valdenseknek, hugenottáknak és németalföldi reformátusoknak. 1671-ben ötven ausztriai zsidó családnak engedélyezte a letelepedést. 1685-ben körülbelül 6000 hugenotta telepedett le a városban. 1700-ra a város mintegy 20%-a volt francia. A Spree-hajózáson is lendített és különösen Spandau városrész telt meg uralkodása alatt hajós néppel. 1701-től, a Porosz Királyság megalakulásától Poroszország fővárosa. A harmincéves háborúban, majd a hétéves háborúban több ízben megszállták az orosz, illetve az osztrák csapatok, 1807-ben pedig Bonaparte Napóleon francia katonái.
Berlin vidékén egykor vendek laktak, helyüket később német telepesek vették át. Az ikervárosok csak 1709-ben egyesültek egymással. A bajor, de különösen a luxemburgi házból való fejedelmek alatt a város fejlődése lendületet kapott. I. Frigyes porosz király 1709-ben azután a négy városrészt egy egésszé egyesítette. Ő alapította továbbá a Friedrich városrészt, a Zeughaust, és számos tudóst, művészt hívott meg udvarába. 1699-ben és 1700-ban elindította a szépművészetek és tudományok akadémiájának építését. I. Frigyes Vilmos leromboltatta a városfalakat, az őrség létszámát ellenben 14 265 főre emelte, míg a lakosság fennmaradó része 58 800 fő volt.
II. (Nagy) Frigyes számos külföldi iparost telepített Berlinbe, az állatkertet gyönyörű parkká alakította át, a katonaság számára pedig kaszárnyákat épített. A városi közigazgatást az 1747. évi rendelettel rendezte. A hétéves háború elején, 1757-ben Hadik András vezérlete alatt magyar huszárok sarcolták meg a várost; 1760-ban pedig az oroszok, akik nagy összegű hadisarcot követeltek. A század vége felé a kereskedelmi és iparos osztály tért kezdett foglalni a tisztviselői és katonai elemekkel szemben. Míg 1707-ben csak 55 000 lakosa volt a városnak, 1800-ban számuk már 172 132-re nőtt. 1806 októberében Napóleon francia csapatai szállták meg Berlint, e sarcolással egybekapcsolt megszállás 1808. decemberig tartott.

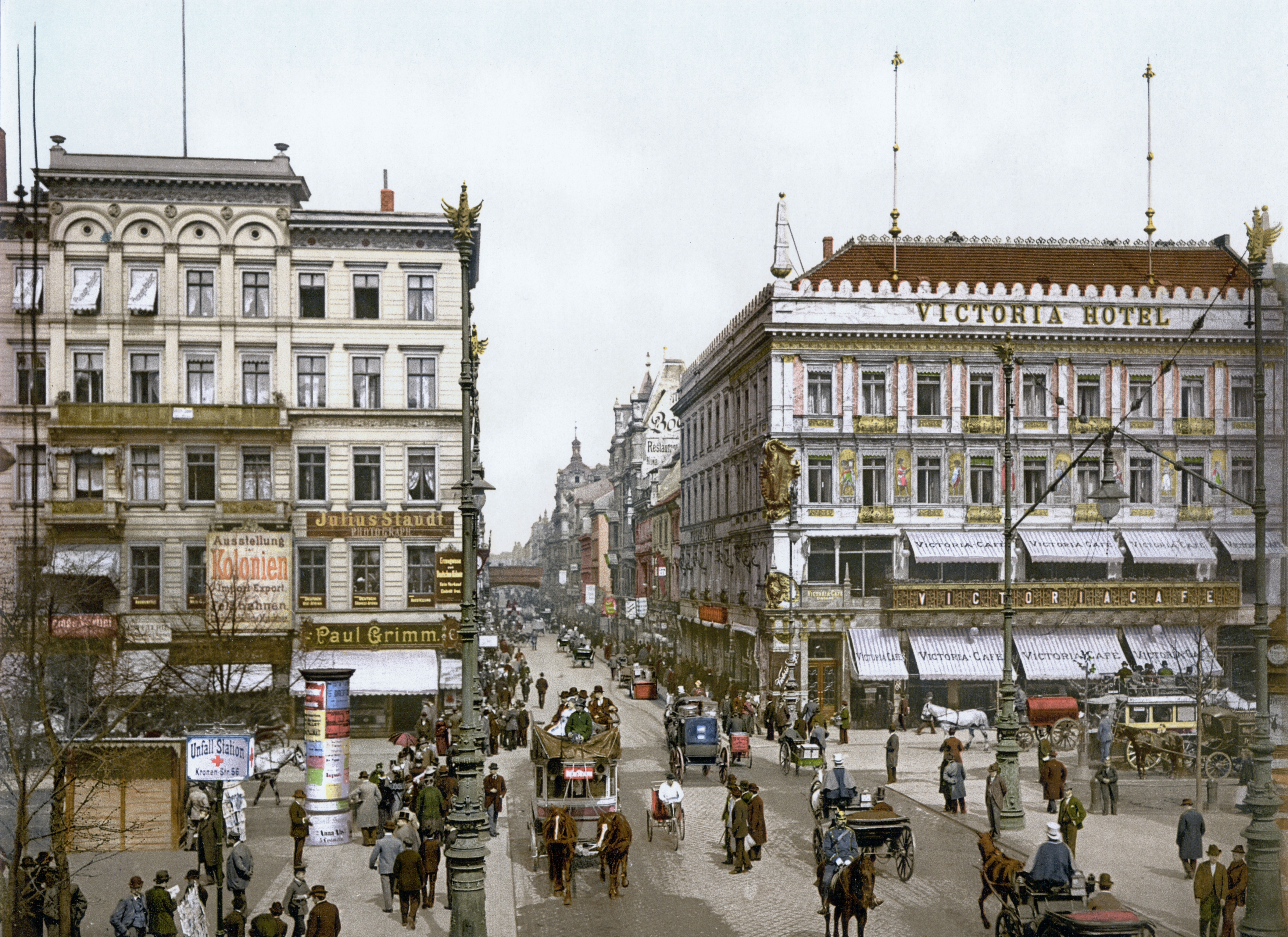
Berlin az 1871-es, a Német Birodalom fővárosának választása után páratlan gyorsasággal fejlődött (kép a Viktória Hotelről 1900-ból)

A napóleoni háborúk lezajlása után Berlin a haladás és jólét útjára lépett. A város a porosz királyság és a német birodalom fővárosa, a porosz király és a német császár székvárosa, valamint a német birodalmi hatóságok legnagyobb részének székhelye volt. III. Frigyes Vilmos király megalapította az egyetemet (1809), amelyhez elsőrangú tudósokat nevezett ki és az ő parancsára építette Karl Friedrich Schinkel az Altes Museumot. IV. Frigyes Vilmos a Neues Museumot létesítette. 1838-ban épült az első vasút. 1848. március 18-án vette kezdetét a szabadságharc, melyet azonban itt is rövid idő alatt levertek. 1860 óta az északi külvárosokban nagy gyárak épültek, 1871-ben pedig Berlin a Német Császárság fő- és székvárosa lett, és azóta páratlan gyorsasággal növekedett világvárossá. Tisztaságra és példás rendre nézve egyetlen város sem múlta felül.
Noha több, nagyobb és központibb helyen fekvő riválisa is pályázhatott volna a német főváros címére (Frankfurt, München, Bécs), miután 1870-ben a német egység porosz vezetéssel jött létre, az új birodalmi főváros Berlin lett, majd az maradt a császárság bukása, és a weimari köztársaság megalakulása után is. 1934-ben a nemzetiszocialisták átalakították a közigazgatást, ekkor megszűnt Poroszország, és létrejött Berlin gau (körzet). A háború előtt és alatt Adolf Hitler és építésze, Albert Speer elkészítették a Berlin helyén felépülő új főváros, Germania terveit.

### A 20. században

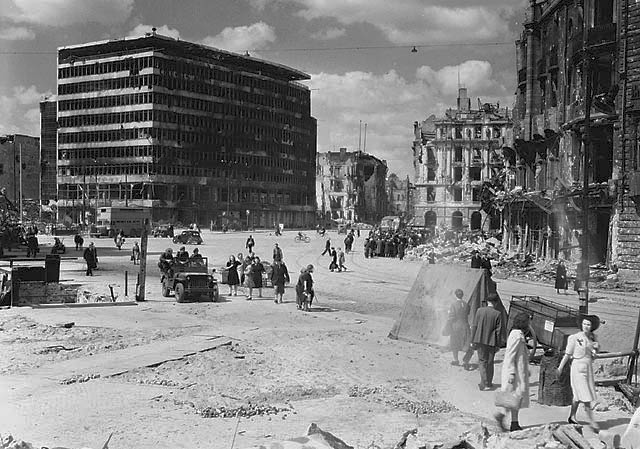
Berlin a második világháború után (1945)

A második világháború alatt összesen 450 000 tonna bombát dobtak le a városra, mely súlyos károkat szenvedett. Mivel a szövetségesek Jaltában (1945. február) találkozási vonalukat az Elba folyó mentén határozták meg, a város a szovjet hadsereg hadműveleti övezetébe esett. Ennek ellenére 1945 tavaszán valóságos versenyfutás alakult ki a szovjetek és a nyugati szövetségesek (főleg Bradley és Montgomery) között a város elfoglalásáért. 1945-ben Zsukov és Konyev marsall csapatai (I. belorusz front és I. ukrán front) bekerítő hadművelettel körülzárták a várost – döntően azért, hogy a szövetségesek ne férhessenek hozzá –, majd többhetes ostrom után május 2-án elfoglalták. A harcok alatt a város jelentős része megsemmisült, 1,5 millió lakos vált hajléktalanná, az ellátás katasztrofális volt.
1945 júniusától kezdve a rommá lőtt város négyhatalmi megszállás alatt állt. A Német Szövetségi Köztársaság megalakulása (1949) után az amerikai, brit és francia szektorokból alakult meg Nyugat-Berlin. Míg az újonnan alakult Német Szövetségi Köztársaság az ideiglenességet hangsúlyozandó nem egy nagyvárost, hanem egy kis fürdővárost, Bonnt tette fővárosává, a szovjet megszállási szektor a Német Demokratikus Köztársaság fővárosa lett. 1948-ban a szovjetek megszakították Nyugat-Berlin szárazföldi közlekedési kapcsolatait a nyugati országrésszel (berlini blokád), de az angolok és az amerikaiak légihidat szervezve majd egy éven át ellátták a várost (1949. május 11-éig).

Berlin felosztása

A rossz ellátás, a nehezedő munkakörülmények és a fokozódó diktatúra eredményeként a város keleti részében, a szovjet megszállási övezetben, a Karl-Marx-Allee-t építő munkások indították útnak a keleti blokk első nagyobb szovjetellenes, illetve antikommunista felkelését 1953. június 17-én. A megmozdulásra válaszul a szovjetek harckocsikat vezényeltek Kelet-Berlin utcáira, majd géppuskákkal lőttek a tömegbe. Az eredmény: ötvenöt halálos áldozat, további tizennyolc ismeretlen okokból hunyt el. Utána még további harmincnégy személy vesztette életét a harcokban, szovjet katonák, demonstrálók, rendőrök vegyesen.

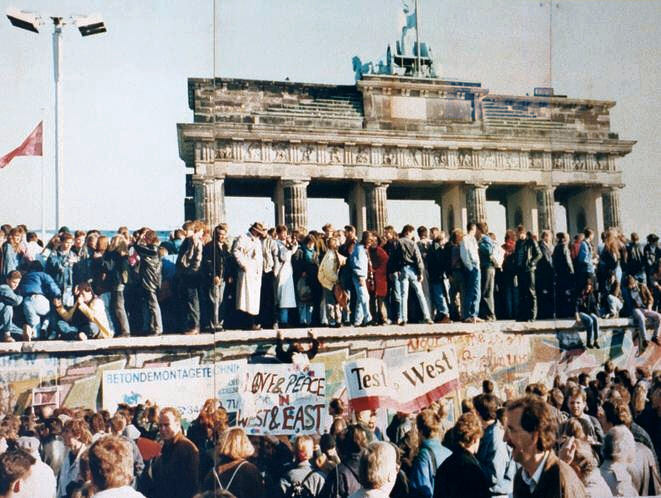
A berlini fal ledöntése 1989-ben

Az NDK által 1961. augusztus 13-ától létesített berlini fal, illetve elválasztó zóna a hidegháború egyik szimbólumává vált. Az NDK szigorú határellenőrzést tartott fenn. A Kelet-Berlinből a nyugati városrészbe való átszökési kísérletek megakadályozása számos halálos áldozatot követelt, mivel a határőröknek az NDK törvényei értelmében állandó tűzparancsuk volt. A nyugati és keleti titkosszolgálatok is jelen voltak Berlinben, ennek egyik megfogható jele volt, hogy a város határában található Glienickei hídnál cserélték ki háromszor is egymással kémeiket. Az első kémcsere 1962. február 10-én zajlott le.
1968-tól Nyugat-Berlin a diákfelkelés központja lett. A Szabad Egyetem diákjai felkeltek a kormány ellen. A gyülekezőhely a Kochstraßén volt. A diákok és a rendőrök hamar szembekerültek egymással.
1972-ben a két német állam által is jóváhagyott négyhatalmi szerződésben rögzítették, hogy Nyugat-Berlin nem az NSZK része, bár „különleges kapcsolatok fűzik hozzá”. A városrész közúti és vasúti kapcsolatait az NSZK-val mindvégig biztosították. Az 1970-es évek elejétől terroristák fenyegették a város nyugati részét. 1974. november 10-én a Törvényszék vezetőjét, Günter von Drenkmannt meggyilkolták, és 1975-ben a berlini CDU elnökét, Peter Lorenzet elrabolták. A hetvenes évek végén megnövekedett Nyugat-Berlinben az illegális házfoglalások száma. 1981 júliusában érte el a tetőpontját, ekkor 165 illegális házfoglalásról tudtak. 1984 novemberéig a legtöbben megvették, bérelték a lakásokat, így legálissá vált tartózkodásuk. 1980 decemberében azonban néhány házfoglalóhoz rendőröket hívtak. A két német állam egyesítésével a megosztottság megszűnt. 1990. december 2-án szabad választásokat tartottak. Berlin 1991 óta Németország fővárosa, az állami hivatalok Bonnból fokozatosan visszatelepültek a városba. 1999. szeptember 7-én a Német Szövetségi Köztársaság parlamentjének alsóháza a Bundestag, 2000. szeptember 29-én pedig a Szövetségi Tanács, a Bundesrat is visszaköltözött a városba.

## Politika
Az újraegyesítés óta Berlin ismét Németország fővárosa. 1991. június 20-án döntött a Bundestag arról, hogy Berlin lesz a kormány és a parlament székhelye. Az átköltözés nem zajlott le zökkenőmentesen, az új Reichstagban az első ülésnap 1999-ben volt, fokozatosan települtek át Bonnból a kormányzati szervek és hivatalok.
Az NDK Kelet-Berlinben saját magának egy monumentális épületet épített, a Palast der Republikot, amely székhelye volt az NSZEP-gyűléseknek, valamint itt ülésezett az NDK Népi Kamarája is. Az épületet 2008-ban lebontották.
Ma a szövetségi kormány, a Bundestag és a Bundesrat is itt székel. Néhány minisztérium azonban továbbra is Bonnban maradt. Minden minisztériumnak van Berlinben és Bonnban is kirendeltsége, attól függően, hogy hol van a székhelye.

### Önkormányzat és közigazgatás

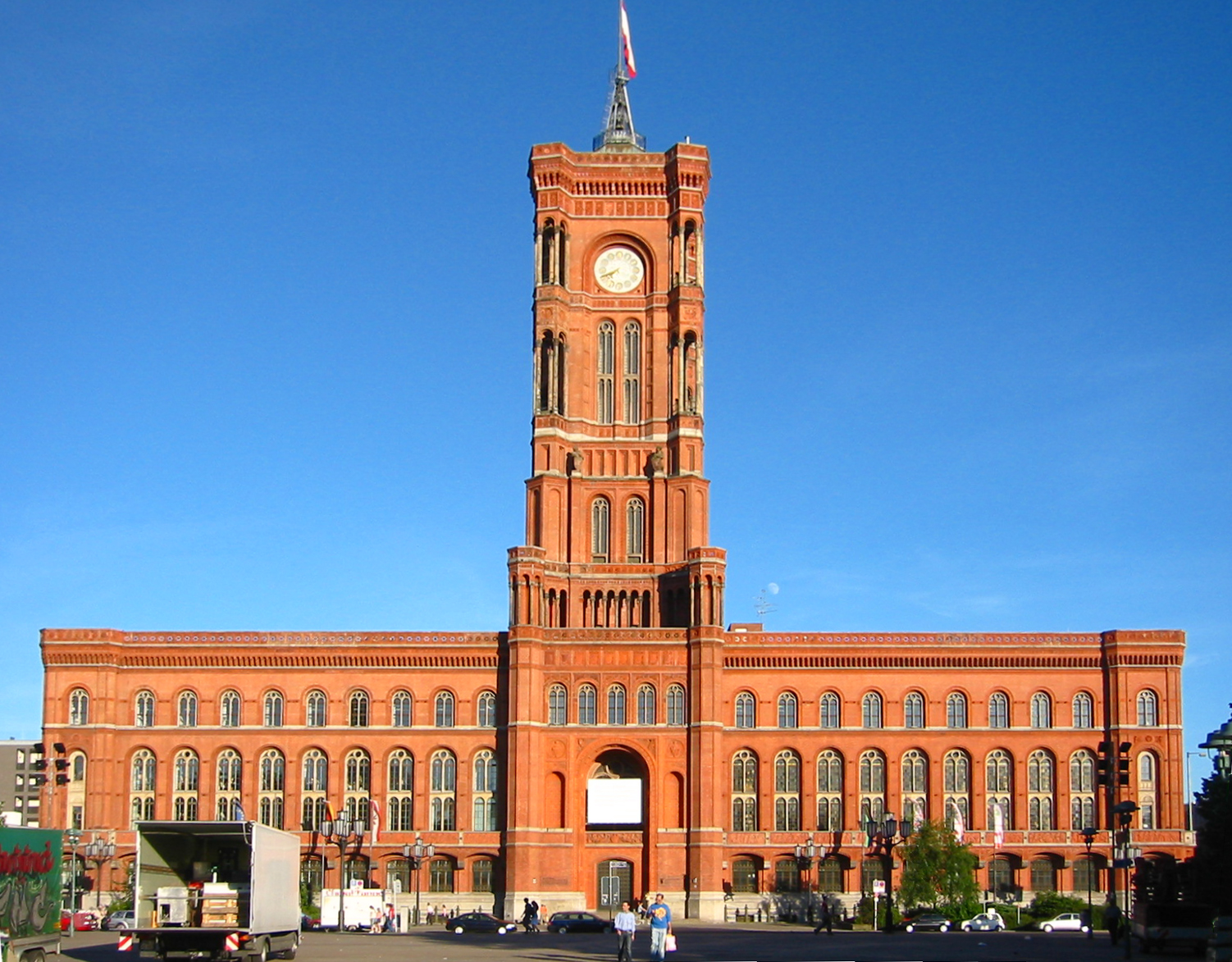
Rotes Rathaus

Berlin tartományt és várost a Berlini Szenátus irányítja. A szenátust a polgármester és nyolc szenátor alkotja. A városháza az egyesítés óta az egykori keleti városrészben álló Rotes Rathausban, magyarul a Vörös Városházán zajlik. A kettéosztás idején a nyugati városvezetés a schönbergi városházán székelt. Jelenleg Kai Wegner kereszténydemokrata polgármester irányítja a várost. A közgyűlésen (Abgeordnetenhaus) a következőképp alakulnak az erőviszonyok:
- CDU: 52 hely
- SPD: 34 hely
- Szövetség ’90/Zöldek: 34 hely
- Die Linke: 22 hely
- Alternatíva Németországért: 17 hely

Összesen 159 hely.

### Címer

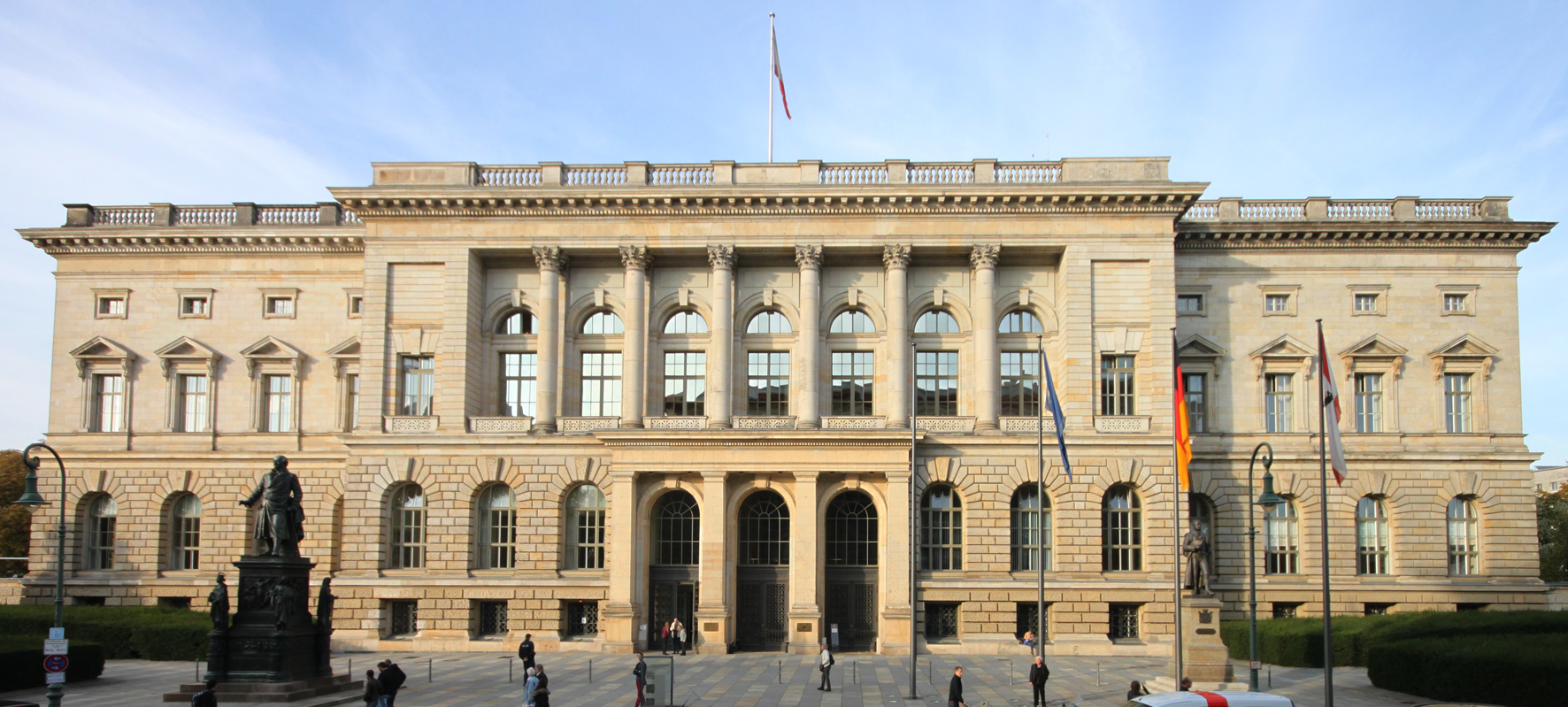
Abgeordnetenhaus

|  | «Berlin címere egy fekete medvét ábrázol ezüst háttérben, egy arany ötágú koronával a fején. Ez a híres „Berlini Medve”. Címerállatként való eredete vitatott, számos feltételezés szerint I. Albert szász herceg, ismertebb nevén „Medve Albert” brandenburgi őrgróftól ered, és első írásos emléke 1280-ból való. A medve évszázadokig a brandenburgi, majd a porosz sas részeként szerepelt, csak a 20. században lett önálló címerállat.» |

### Testvérvárosai
Berlin testvérvárosai a következők:
| - Párkány, Szlovákia (1950) - Los Angeles, USA (1967) - Párizs, Franciaország (1987) - Madrid, Spanyolország (1988) - Isztambul, Törökország (1988) - Moszkva, Oroszország (1990) - Budapest, Magyarország (1991) - Varsó, Lengyelország (1991) - Brüsszel, Belgium (1992) | - Jakarta, Indonézia (1993) - Taskent, Üzbegisztán (1993) - Mexikóváros, Mexikó (1993) - Peking, Kína (1994) - Tokió, Japán (1994) - Buenos Aires, Argentína (1994) - Prága, Csehország (1995) - Windhoek, Namíbia (2000) - London, Anglia (2000) - Kijev, Ukrajna (2023) |

Ezen kívül projektszinten más városokkal is együttműködik, többek között az alábbiakkal:
| - Koppenhága, Dánia - Helsinki, Finnország - Johannesburg, Dél-Afrika - Sanghaj, Kína | - Szöul, Dél-Korea - Szófia, Bulgária - Sydney, Ausztrália - Bécs, Ausztria |

## Népesség
Berlin 3,6 millió lakosával Németország legnépesebb városa. A Berlin–Brandenburg régió 6,2 millió lakost számlál és ezzel a második legnagyobb Németországban a Rajna–Ruhr-vidék után (2020).
A lakosság többek között azért is ugrott meg jelentősen, mert a 18. és a 19. században több települést is Berlinhez csatoltak.

Berlin lakosságszámának változása 1880 és 2016 között

Berlin lakossága 1870 után kezdett rohamosan növekedni: 1871-ben 824 580 fő, 1892 elején 1 624 313 fő volt. Az 1920-as években a növekedés felgyorsult, ami nagy mértékben az 1920-as Nagy-Berlin-törvénynek köszönhető, melynek során több községet Berlinhez csatoltak és a város határai kiterjedtek. A lakosságszám a második világháború kitörése előtt érte el a maximumot, majdnem 4,5 millió főt. A háború alatt a lakosság száma 3 millió alá zuhant, majd az 1950-es évektől kezdve folyamatosan 3,1 és 3,5 millió fő között ingadozik. A város lakosainak összetételére jellemző, hogy az újraegyesítés (1990) óta a várost 1,7 millió lakos hagyta el és 1,8 millió új lakos költözött be. 2004-ben például 115 267 ember költözött Berlinbe, köztük 42 063 külföldről. Ugyanebben az évben 113 581 berlini lakos hagyta el a várost, közülük 31 244 költözött külföldre.
Berlin történelme során mindig vonzotta a bevándorlókat, és nyitott volt irányukban. A legelső csoportos bevándorlás a 17. század végén történt Franciaországból, amikor Frigyes Vilmos brandenburgi választófejedelem mintegy 20 000 hugenotta menekült letelepedését engedélyezte. A réfugiés (menekültek) azonnal polgárjogot kaptak, szabad vallásgyakorlást biztosítottak számukra és szabadon használhatták a francia nyelvet. A legtöbb hugenotta a Friedrichstadtban telepedett le, a mai Gendarmenmarkt környékén. Első templomuk, a Francia dóm is a Gendarmenmarkton található és fontos turisztikai látványosság. Habár a hugenották azóta teljes mértékben integrálódtak, a hugenotta, azaz francia kulturális befolyás hatása mindmáig érezhető a város életében. A 19. század második felétől egyre fontosabb a szláv bevándorlás is. A második világháború után egyre több vendégmunkás érkezett Nyugat-Berlinbe, többek között Dél-Európából és Törökországból, és szerződéses dolgozó Kelet-Berlinbe Vietnámból.
Berlin a második világháború óta különleges politikai helyzete és a szabad kulturális élete miatt fontos célvárosnak számított és számít ma is Németországon belül. Mivel Nyugat-Berlin nem tartozott a legbiztonságosabb tartományok közé (minden oldalról a fallal volt körülvéve), a bevándorlást a nyugat-német kormány folyamatosan szubvencionálta, többek között azzal, hogy a nyugat-berlini férfiaknak eltörölte a sorkatonai kötelezettséget. Ennek következtében a hatvanas és a hetvenes évektől egyre több alternatív (68-as) fiatal költözött Nyugat-Berlinbe, ahol Európa egyik legszabadabb alternatív szubkultúrája alakult ki.

### A lakosság összetétele

Őshonos népesség kerületenként (2020)

2018-as adatok szerint Berlin legalább 180 000 török, illetve német–török otthona volt, ezáltal a világ Törökországon kívüli legnagyobb török közösségét képezik. Az 1990-es évek letelepedési törvényei a korábbi Szovjetunió területén élők egy részének letelepedését tették lehetővé. Jelenleg a volt Szovjetunió német nemzetiségű bevándorlói képezik az orosz nyelvű közösség nagyobb részét. Az 1990-es évek néhány nyugati országból, illetve afrikai régiókból származók betelepülését eredményezte. Az afrikai bevándorlók jelentős része az úgynevezett afrikai negyedben – Afrikanisches Viertel – él. Fiatal németek, európai uniós állampolgárok, illetve izraeliek szintén beköltöztek a városba.
2018 decemberében Berlin lakosai közül 748 472 nem német nemzetiségű volt, valamint további 528 498 német állampolgár tekinthető migrációs hátterűnek, azaz a két szülő közül legalább egy 1955 után telepedett le Németországban. Berlin külföldi lakosai megközelítőleg 190 különböző országból származnak. A 15 év alatti lakosoknak mintegy 48%-a migrációs háttérrel bír. 2009-ben Berlin lakosaiból becslések szerint 100 000 és 250 000 közötti fő lehetett nem regisztrált. A jelentős számú külföldi bevándorlók által lakott berlini negyedek: Mitte, Neukölln és Friedrichshain-Kreuzberg.

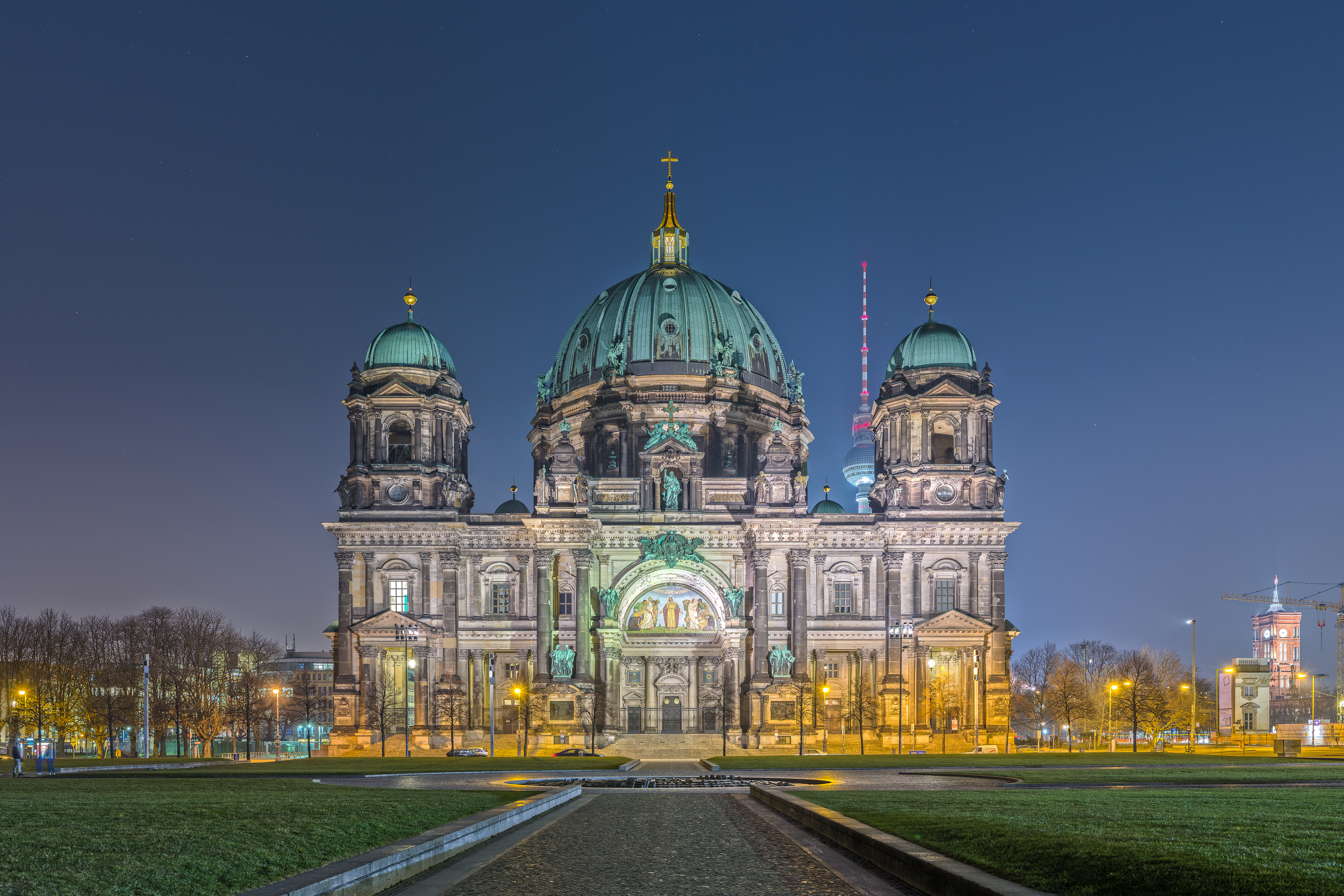
A berlini dóm a Múzeum-szigeten

10 000 főnél nagyobb tagot számláló, nem német berlini közösségek száma több mint húsz: köztük törökök, lengyelek, oroszok, libanoniak, palesztinok, szerbek, olaszok, bosnyákok, vietnámiak, amerikaiak, románok, bolgárok, horvátok, kínaiak, osztrákok, ukránok, franciák, britek, spanyolok, izraeliek, thai, iráni, egyiptomi, szíriai közösségek.

### Vallás
Berlin lakosainak 59%-a vallja magát ateistának, 22%-a evangélikus (lutheránus), 9%-a katolikus, 2,7%-a tartozik más keresztény egyházhoz. A lakosság 6,2%-a tekinti magát iszlám vallásúnak, 0,35%-a zsidó vallásúnak és 0,2%-a buddhistának (2005).
A Şehitlik-mecset Berlin legnagyobb iszlám imaháza.

### Nyelv
A német nyelv ma az egyetlen hivatalos nyelv Berlinben. A Berlinisch vagy Berlinerisch egy dialektus, melyet Berlinben, illetve Berlin környékén beszélnek. Nyelvészetileg a Berlinerisch ún. metrolektnek számít, azaz egy nagyvárosi nyelv, mely nem a helyi gyökerekből fejlődött ki, hanem különböző dialektusok egyvelegéből, melyet a Németország különböző részéről érkezett bevándorlók hoztak magukkal. Ennek során a Berlinerisch számtalan szót és kifejezést vett át más német dialektusokból, valamint nyelvekből (például flamand, jiddis, francia).
A Berlinerisch a történelem során inkább az egyszerű emberek nyelve volt, a műveltebb rétegek igyekeztek mindig Hochdeutschot beszélni. Az NDK idején ez megváltozott, az NDK fővárosának nyelve elterjedt a műveltebb rétegek körében is. Ma is megfigyelhető, hogy a város keleti felében a Berlinerisch elterjedtebb, mint a nyugati városrészekben. A nem berliniek vagy az újonnan érkezettek jellemzően átvesznek szavakat és kifejezéseket a Berlinerischből, de a dialektus folyamatos használatát továbbra sem tekintik választékosnak.

## Gazdaság
Berlin a 19. század végén már Európa egyik jelentős ipari központja volt. A város nevéhez kötődő cégek például a Siemens (alapítva: 1847), a Borsig (alapítva: 1837), az AEG (alapítva: 1883) és az 1864-ben alapított Schering AG. A II. világháborúban Berlin gépgyártása és elektrotechnikai ipara a fegyvergyártás szolgálatába állt. A város bombázása és a berlini harcok az ipari termelést teljesen tönkretették.

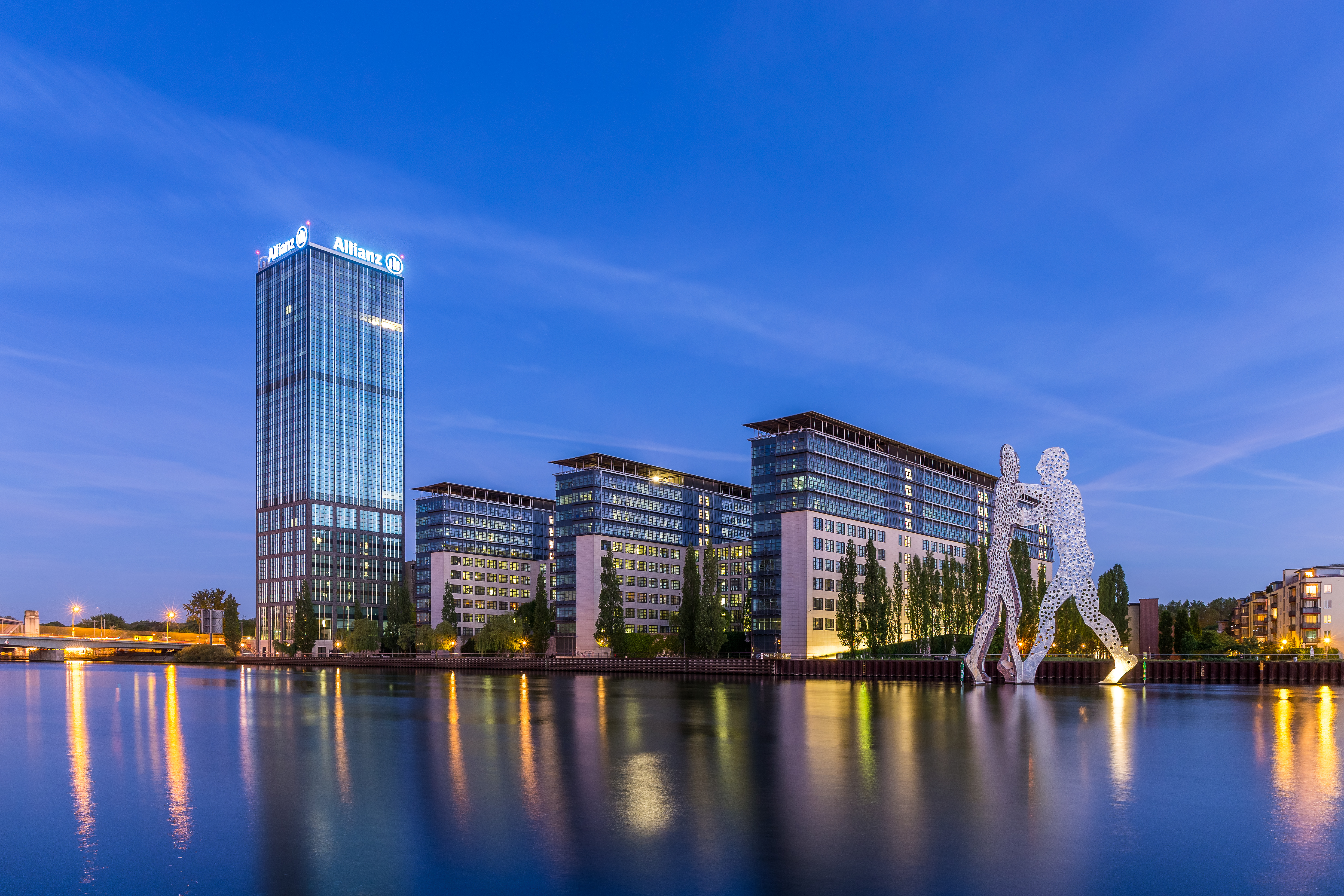
A Treptowers a Spree partján

Az infrastruktúra és az ipar újjáépítése a háború után sok helyen szó szerint a nulláról indult. A város politikai kettéosztottsága és Nyugat-Berlin blokádja nem kedvezett a gazdaság újjáéledésének. Fontos segítséget jelentett Nyugat-Berlin számára a Marshall-terv. Mivel a város nyugati fele a blokád óta nem számított biztonságos helynek, a cégek nem szívesen települtek Nyugat-Berlinbe, amit a nyugat-német politika szubvenciókkal próbált ellensúlyozni. A Berlin-szubvenciók fontos szerepet játszottak a város gazdasági életében, és részesei annak, hogy közvetlenül a rendszerváltozás után a város gazdasága nem indult akkora fejlődésnek, amekkorát az elemzők vártak.
Kelet-Berlin az NDK gazdaságának a központja volt. Ennek ellenére a merev, centralizált és ugyancsak agyontámogatott kelet-berlini tervgazdálkodás soha nem tudott a nemzetközi gazdasági vérkeringésbe bekerülni; leginkább az elavult műszerek és a nyersanyag-, valamint devizahiány akadályozta ebben. A rendszerváltozás után a vasfüggöny mögötti politikai rendszerek összeomlásával omlott össze a kelet-berlini gazdaság is. A nyugat-német gazdaság – érthetően – nem vásárolta az elavult és versenyképtelen kelet-német termékeket, inkább abban volt érdekelt, hogy a saját termékeit keleten el tudja adni.
Kelet-Berlin újjáépítése 1990 óta rohamléptekkel haladt és óriási sikernek számít. A kelet-berlini infrastruktúra és lakásállomány felújítása sok millió euró közpénzbe került. Ennek eredményeképpen elmondható, hogy az életszínvonal a város valaha keleti felében elérte, sok helyen meg is haladja, az egykori nyugati városrészek életszínvonalát.
Berlin bruttó hazai terméke 2021-ben 163 milliárd euró.

### Technológia

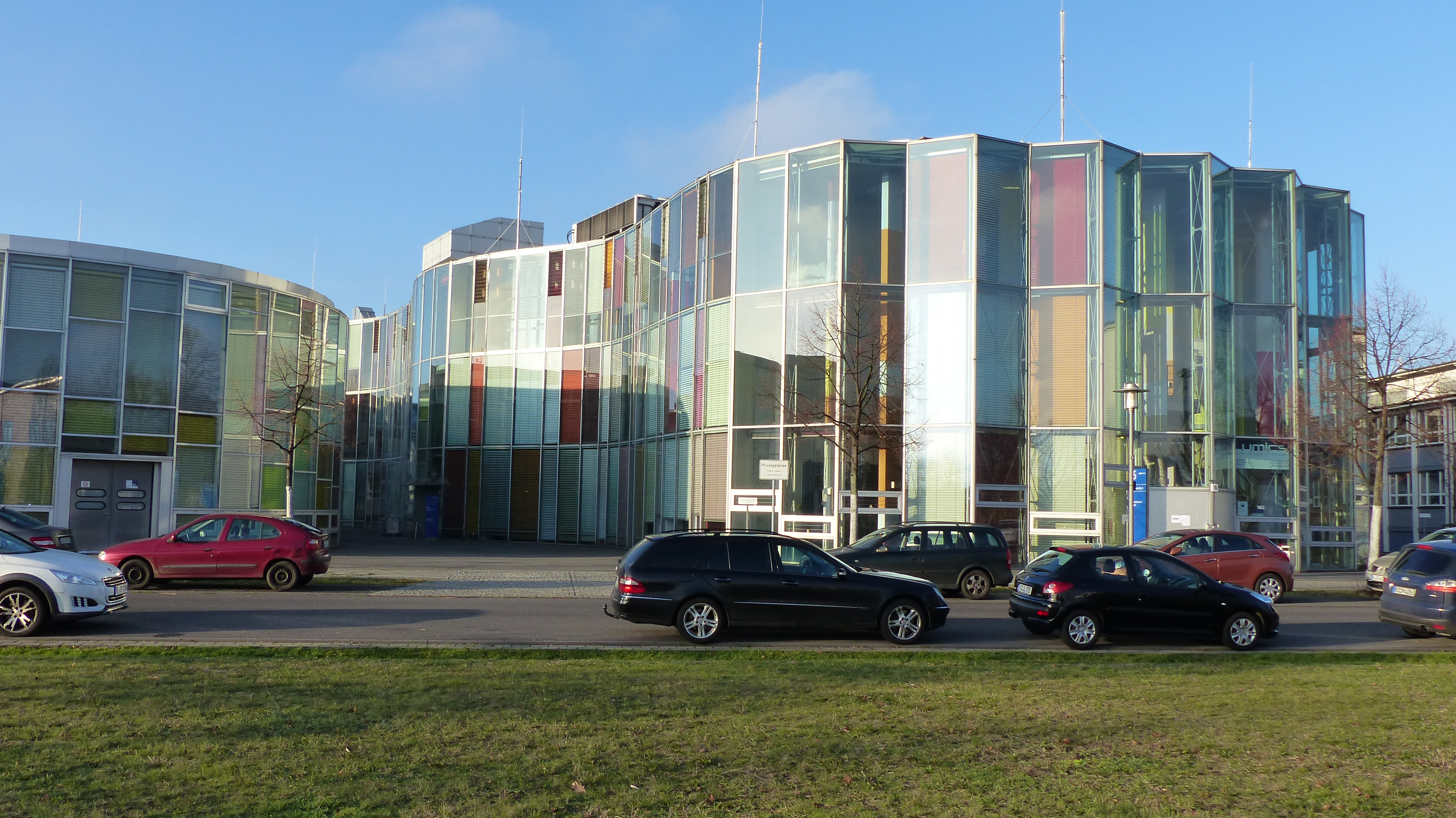
WISTA, Berlin-Adlershof

A mai Berlin gazdaságának húzóágazatai a következők: biotechnológia, gyógyszeripar, megújuló energiaipar (ezen belül leginkább a napenergia hasznosítása), média, turizmus. A gazdaságra egyre inkább jellemző a kutatás-fejlesztés, valamint a média (filmgyártás, elektronikus és írott sajtó) ágazat fejlődése, ami főként a város hagyományosan kiemelkedő és nemzetközileg elismert egyetemeinek, valamint a kreatív munkavállalók magas koncentrációjának eredménye.
Tipikus berlini sikertörténet az Adlershof tudományváros (Wissenschafts- und Wirtschaftsstandort Adlershof, WISTA). Az azóta megszűnt NDK Tudományos Akadémiájának épületeiben kutatók ezrei maradtak a rendszerváltás után munka nélkül. Nagy részük az 1990-es évek elején cégeket alapított, melyekben szellemi tőkéjüket tovább tudták hasznosítani. A sikeresebb vállalkozásokat Berlin a kilencvenes években támogatni kezdte. 2008 elején 13 400-an dolgoztak a közben megalakult vagy odatelepedett 793 cégben és a hat egyetemi és tizenkét egyetemektől független kutatóintézetben Adlershof területén, az állami támogatás már csak 3,4%-a volt a forgalomnak (1,4 milliárd euró 2007-ben).

### A legnagyobb foglalkoztató

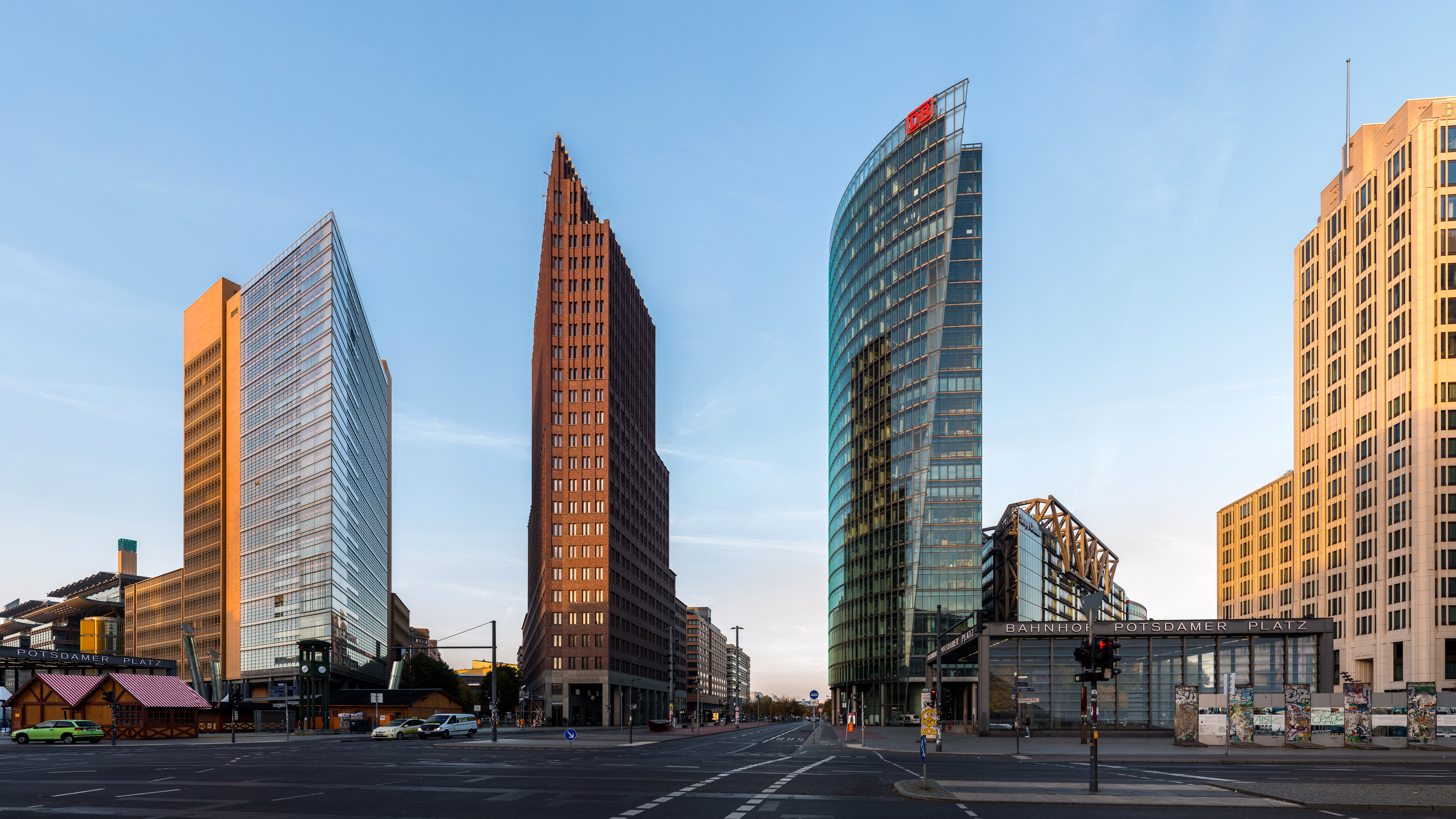
A Potsdamer Platz

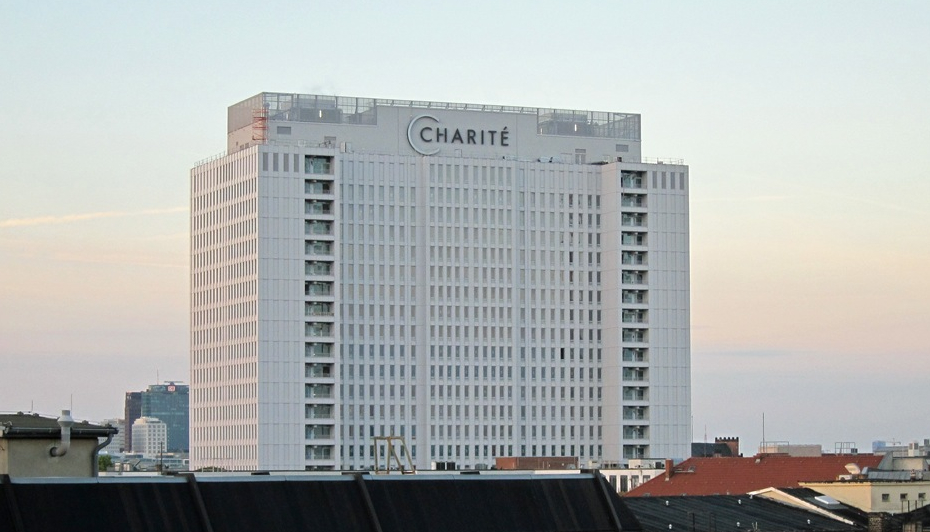
Charité

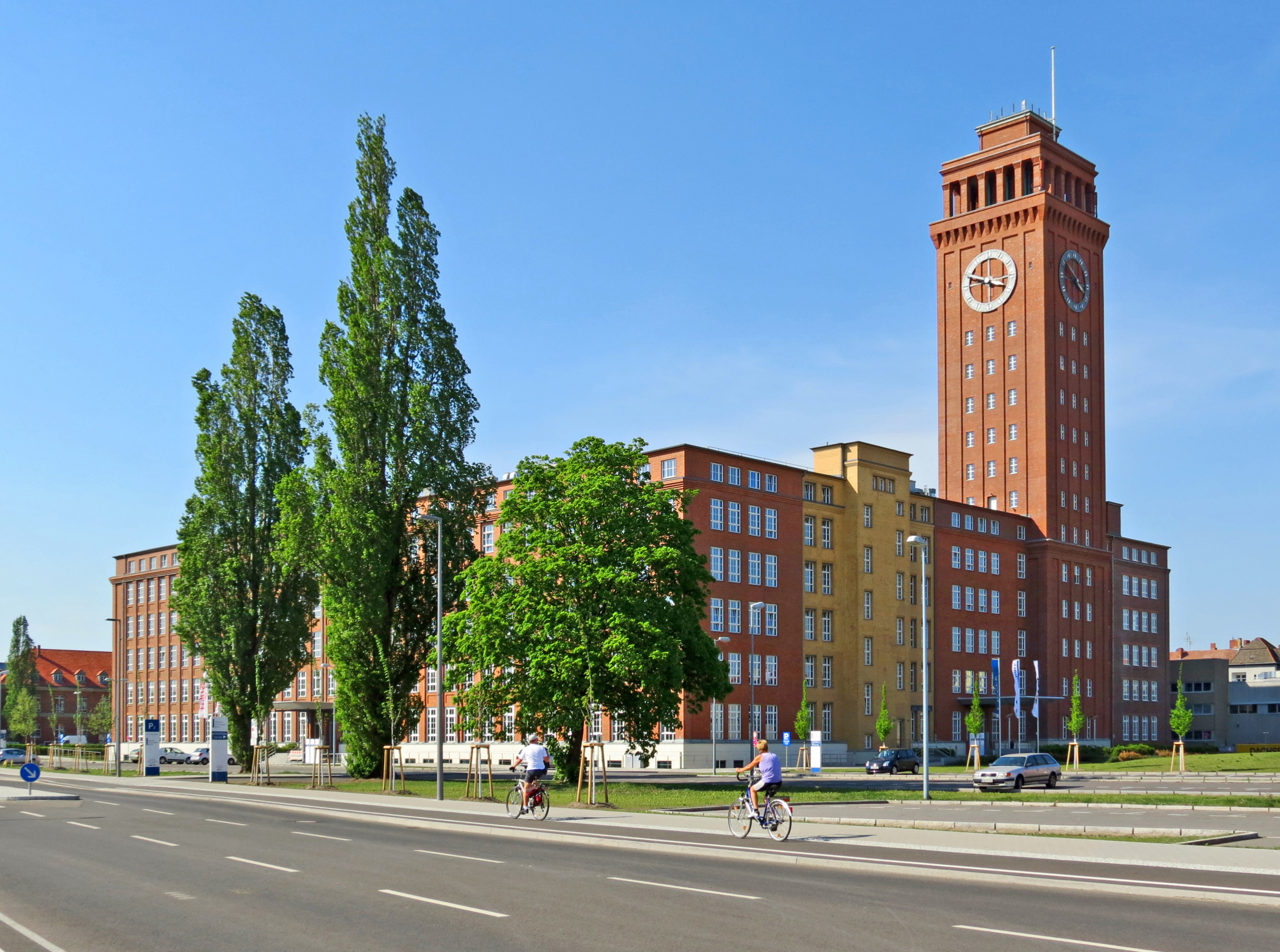
Siemens

Az alábbi nagyobb cégek központja található Berlinben: Bayer Pharmaceuticals, Berlin-Chemie, Deutsche Bahn, Springer Nature, Siemens, August Storck, BMG Rights Management,  Axel Springer.
A 20 legnagyobb foglalkoztató a városban (foglalkoztatottak száma, 2015):

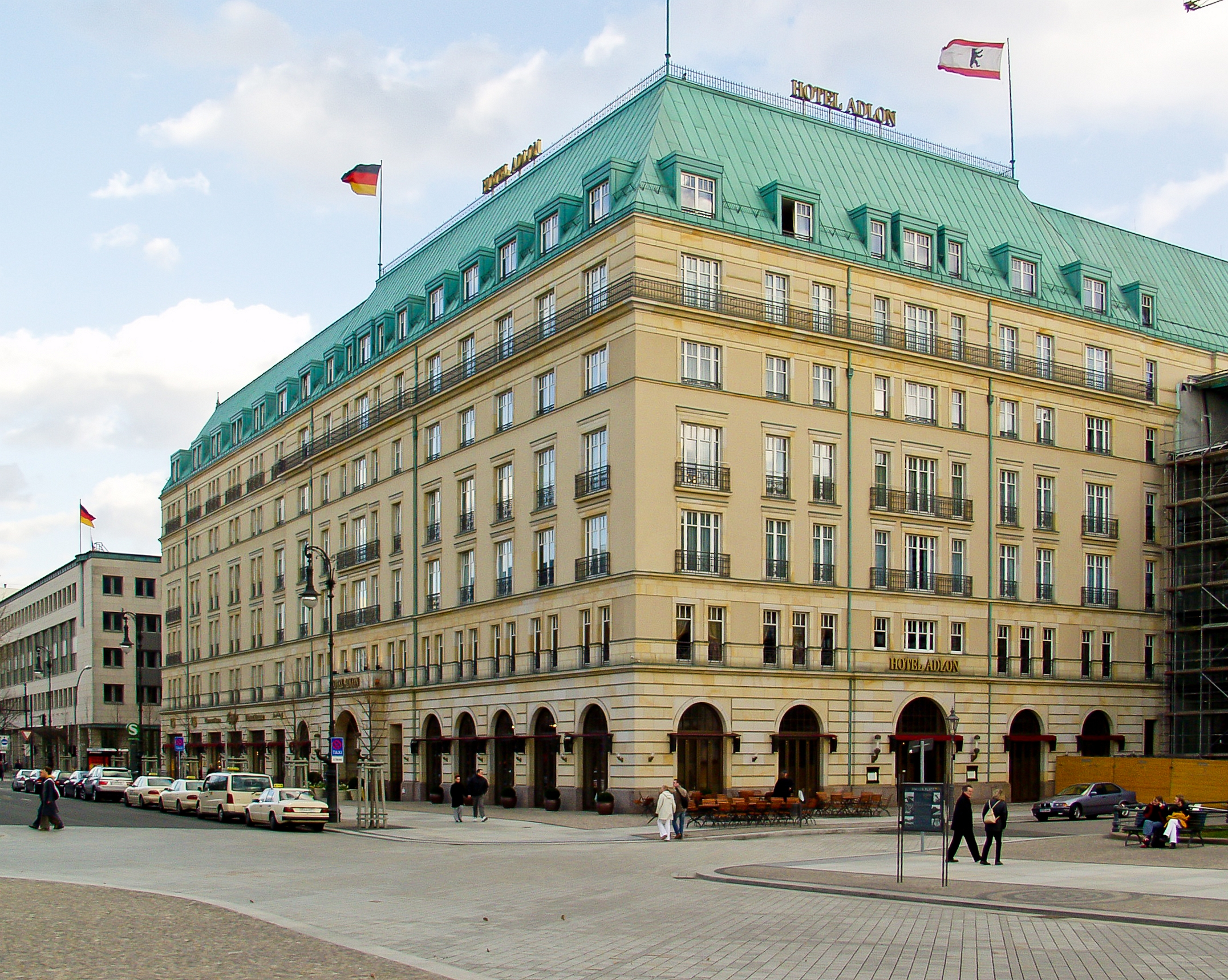
Hotel Adlon

| Foglalkoztató                          | Foglalkoztatottak száma |
| -------------------------------------- | ----------------------- |
| Deutsche Bahn                          | 19 504                  |
| Charité – Universitätsmedizin Berlin   | 16 850                  |
| Vivantes Netzwerk für Gesundheit GmbH  | 14 909                  |
| Berliner Verkehrsbetriebe (BVG)        | 14 045                  |
| Siemens                                | 11 575                  |
| EDEKA MindenHannover Stiftung & Co. KG | 7 627                   |
| Deutsche Telekom                       | 6 900                   |
| Mercedes Benz Group                    | 6 500                   |
| Deutsche Post DHL Group                | 6 500                   |
| WISAG Gruppe                           | 6 215                   |
| Dussmann Group                         | 5 950                   |
| Securitas                              | 5 800                   |
| Kaiser’s Tengelmann GmbH               | 5 783                   |
| Berliner Stadtreinigung                | 5 446                   |
| Gegenbauer Holding SE & Co. KG, Berlin | 4 891                   |
| Axel Springer SE                       | 4 788                   |
| Vattenfall                             | 4 759                   |
| Bayer Pharma                           | 4 500                   |
| Zalando SE                             | 4 500                   |
| Berliner Wasserbetriebe                | 4 430                   |

### Turizmus
Berlin egy olyan nagyváros, ahol világviszonylatban is sok turista jár. 2001-ben 11 millió éjszakát töltöttek el a német fővárosban. 2017-ben ez a szám 31,2 millió éjszaka volt.
London után Berlin Európa leglátogatottabb városa. A külföldi turisták teszik ki a látogatók egyharmadát. Ők főleg az Egyesült Királyságból, az Egyesült Államokból, Hollandiából és Olaszországból érkeznek.
Berlin legismertebb bevásárlóútja a Kurfürstendamm, ahol számos üzlet, hotel és étterem található. A második világháborúban megsemmisült Vilmos császár emléktemplom is itt van, amely 1891 és 1895 között épült. A Kurfürstendamm keleti meghosszabbítása a Tauentzienstraße. Itt található a KaDeWe (Kaufhaus des Westens), az egyik legnagyobb áruház az európai kontinensen. Az Europa-Center Mercedes csillaggal koronázott toronyépülete huszonkét emeletes, benne számos étterem, iroda és bolt található.

### Energiaellátás
A háború után Nyugat-Berlint a Reuter West hőerőmű és a Wilmersdorf hőerőmű látta el villamos energiával.

## Közlekedés

### Közösségi közlekedés

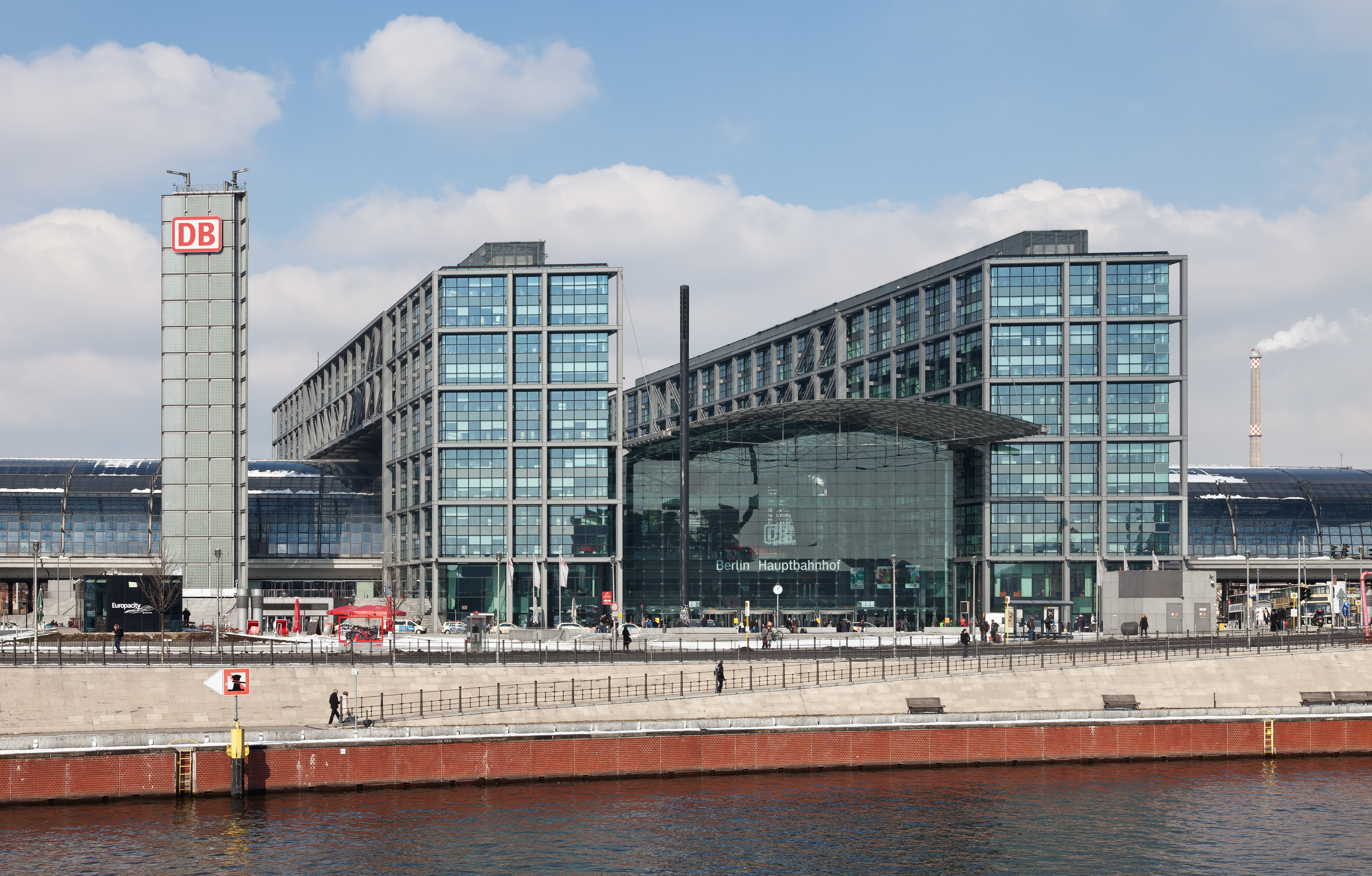
A berlini főpályaudvar (Hauptbahnhof)

Berlin közösségi közlekedése a német viszonyokhoz képest is fejlettnek mondható. Berlin és Brandenburg tartományok, valamint a járások és járási jogú városok közlekedési szövetséget hoztak létre Verkehrsverbund Berlin-Brandenburg (VBB) néven. A VBB révén többek között egységes tarifarendszer jött létre, amely mindkét tartomány területét lefedi, és a közösségi közlekedés minden ágazatára kiterjed.

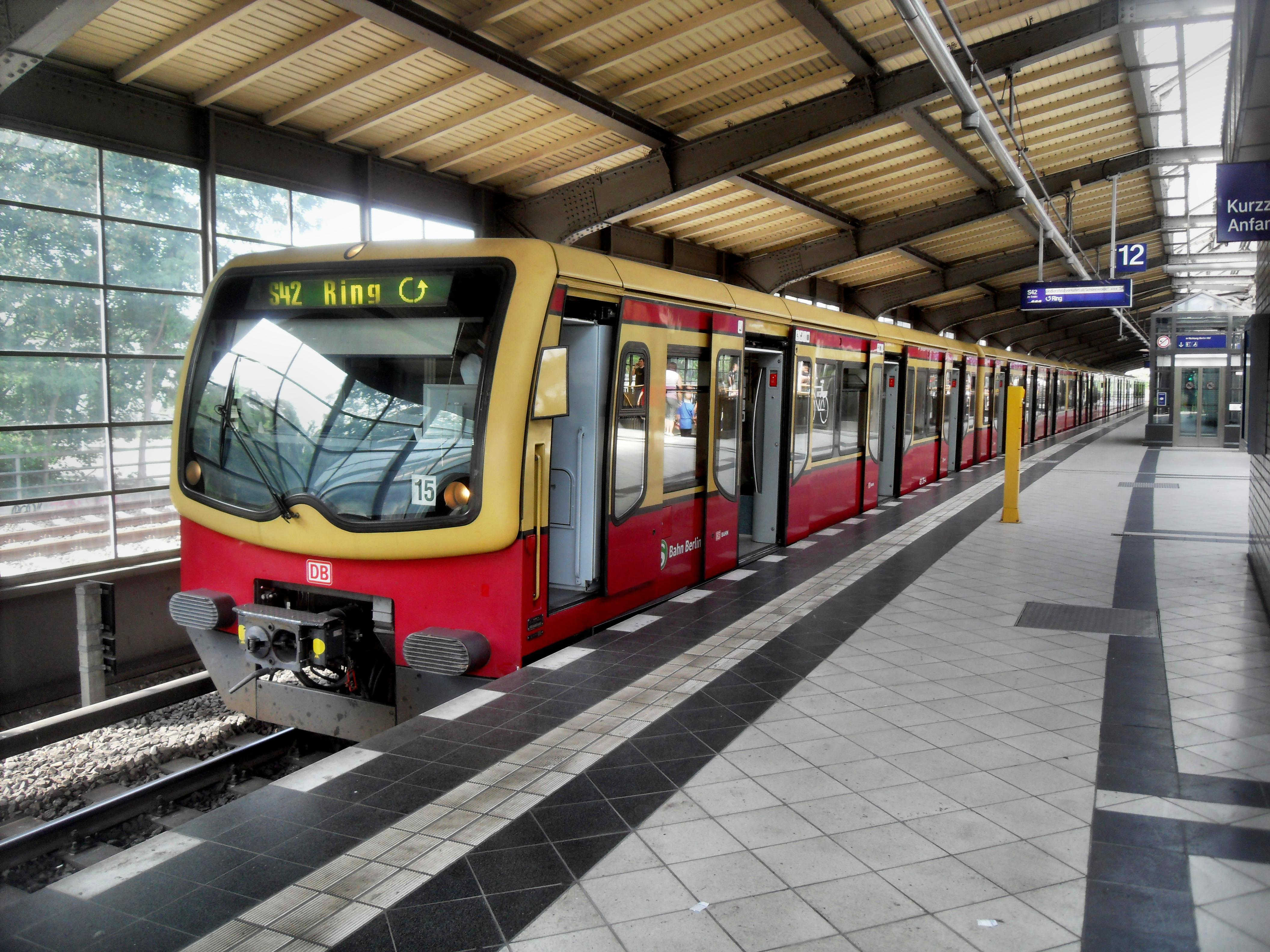
A berlini S-Bahn

A városban tizenhat S-Bahn-, kilenc U-Bahn-, huszonkét villamos- és körülbelül 200 autóbuszvonal üzemel. Az S-Bahnt a Deutsche Bahn, a helyi közösségi közlekedést a városi tulajdonú BVG üzemelteti.
A berlini vasútállomások
- Berlin Hauptbahnhof, a központi pályaudvar
- Bahnhof Friedrichstraße, az egyik legfontosabb határátkelőhely volt az egykori Kelet- és Nyugat-Berlin között
- Ostbahnhof volt nevei: 1842–1881: Frankfurter Bahnhof, 1881–1950: Schlesischer Bahnhof, 1950–1987: Ostbahnhof, 1987–1998: Hauptbahnhof
- Zoologischer Garten (Zoo), ahol számos metró- és autóbuszvonal találkozik. Ez a végállomása a 100-as és 200-as „városnéző” buszjáratoknak is. Az egykori Nyugat-Berlin legfontosabb vasúti csomópontja
- Bahnhof Lichtenberg
- Potsdamer Platz
- Südkreuz
- Gesundbrunnen
- Spandau
- Wannsee

### Közúti közlekedés

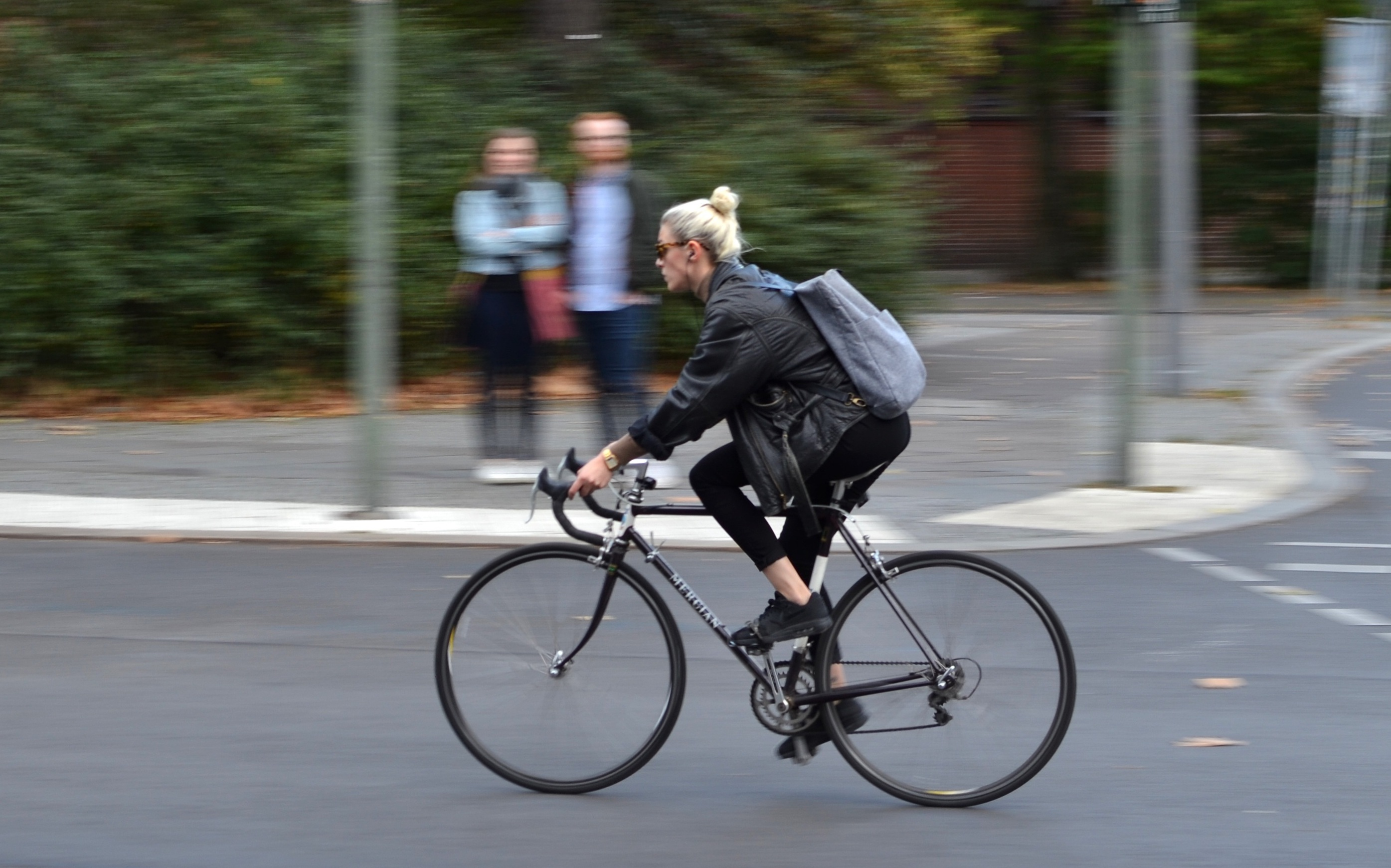
Kerékpáros Berlinben

A város körül fut az A10-es autópálya (berlini körgyűrű). Az A111-es autópálya északnyugat felé halad Hamburg és Rostock irányába. Az A113-as délkeletre Drezdába és Cottbusba, azonban ez még nem készült el teljes mértékben. Az A115-ös autópálya Hannoverrel és Lipcsével köti össze Berlint.
Az A100-as autópálya a városon belül vezet. Budapesttől eltérően a legnagyobb kereszteződésekben is lehet balra kanyarodni, amely a szembejövő forgalom és a város keleti felén a villamosforgalom ellenére működik.

### Kerékpáros közlekedés
Jelentős a város biciklistársadalma is, többek között a kiépített kerékpársávoknak és a villamos-, U- és S-Bahn-vonalakon engedélyezett kerékpárszállításnak köszönhetően.
A városból indul ki a Berlin–Koppenhága-kerékpárút.

### Légi közlekedés

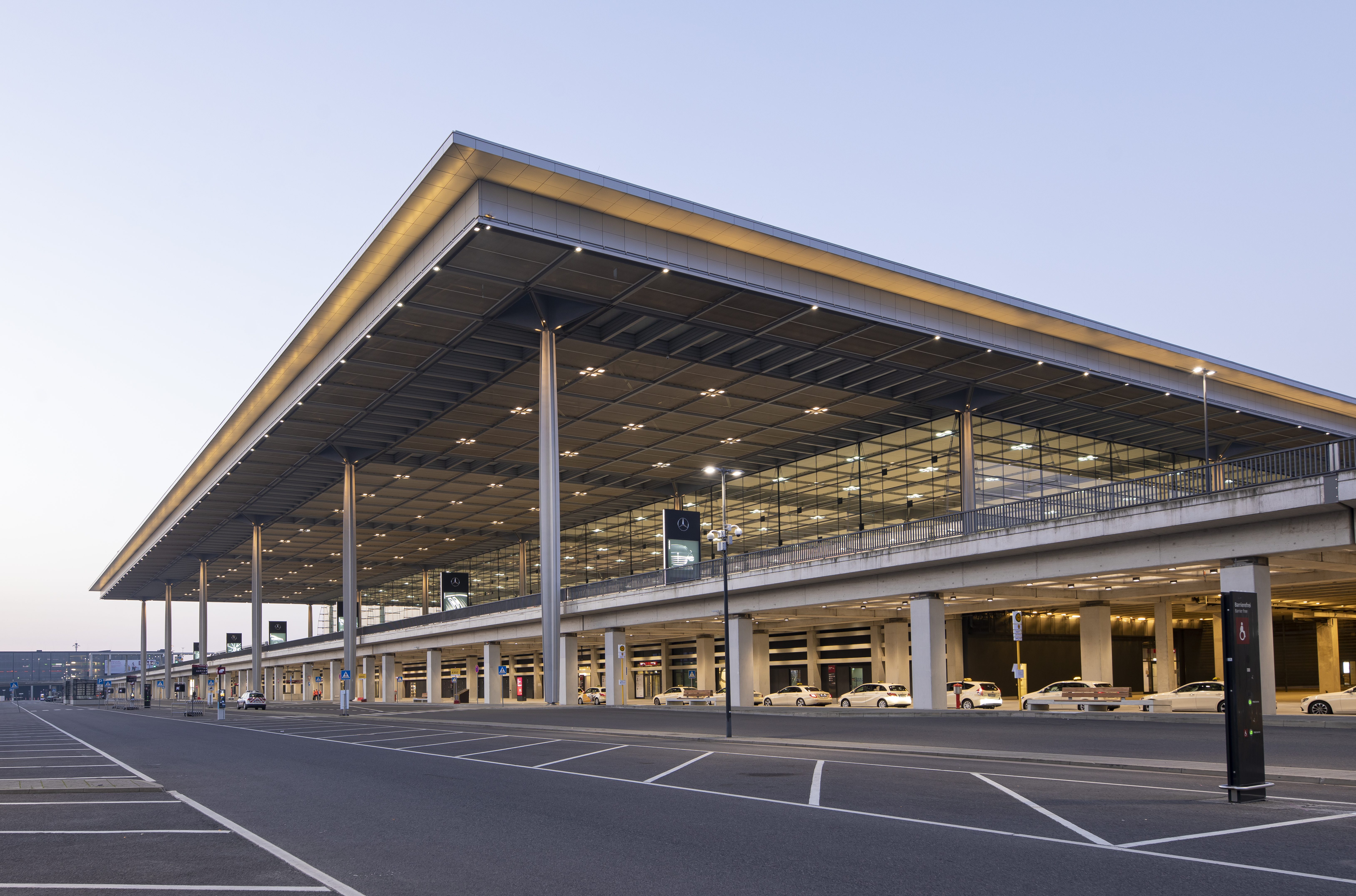
A Berlin-Brandenburg repülőtér

Berlin és a körülötte elhelyezkedő Brandenburg állam egyedüli nemzetközi repülőtere az új Berlin-Brandenburg repülőtér (BER). A repülőtér a korábbi Tegel, illetve Schönefeld reptereket váltotta le 2020-ban.
A repülőteret Berlin belvárosából regionális vonatokkal (RB14, RE7), illetve a „FEX” (németül: Flughafen-Express) névre keresztelt repülőtéri expresszel a leggyorsabb megközelíteni.
Megközelítése közúton (A113-as autópálya), busszal, illetve S-Bahnnal (S45, S9) is lehetséges.

### Belvízi hajózás
Berlin a szövetségi hajózási útvonal keleti központja. A városban három vízi útvonal van. Négy kikötő található Berlinben: az Osthafen, a Neukölln, a Südhafen és a Westhafen.

## Kultúra

### Építészet
- 1788 és 1791 között épült a Brandenburgi kapu, amely ma Berlin egyik jelképe. Ez a kapu egy oszlopos előcsarnok, amely az athéni Akropolisz mintájára épült tizenkét dór oszlopból áll. A tetején egy fogat van, amelyen Viktória van, a győzelem istennője. A kapu az Unter den Linden nyugati végében áll, a Múzeum-sziget és a berlini dóm szomszédságában. A Múzeum-sziget 1999 óta a világörökség része.
- Ezen a területen 1743-ban épült fel rokokó stílusban a Német Állami Opera, 1774 és 1780 között az Állami Könyvtár, 1747 és 1773 között a Szent Hedvig-katedrális, Berlin érseki székesegyháza. A francia dóm a Gendarmenmarkton a 17. században épült.
- A Potsdamer Platz egy kereskedelmi csomópont a város szívében. 1741-ben I. Frigyes Vilmos porosz király rendelete miatt tervezték. A tér 1940-ig Európa legforgalmasabb közlekedési csomópontja volt.
- A Brandenburgi kapu közelében található az 1884 és 1984 között épült Reichstag. 1999 óta a Bundestag székhelye ez az épület.
- A Checkpoint Charlie a leghíresebb katonai ellenőrzőpont volt a vasfüggöny berlini szakaszán.
- A Spree-sziget mellett található az Alexanderplatz. Itt áll Berlin egyik nevezetessége, az Uránia világóra. A közelében található a 368 méter magas tévétorony, a gótikus Mária-templom és a Vörös Városháza. Két szobor áll itt, az egyik egy nőt és egy férfit ábrázol. Ezzel emlékeznek arra, hogy sokan segédkeztek a romok eltávolításában a második világháború után. A városközpont keleti végében található a Prenzlauer városrész és a bevásárlóutcák, a Schönhauser Allee és a Kastanienallee.
- Az Oranienburger Straße volt a második világháború előtt a zsidó negyed központja. A világégést követően újjáépítették az 1866-ban épült zsinagógát. 1995-ben nyitották meg újra, ma az épületet tanításra használják. Északra található a régi zsidótemető. Sokkal ismertebb azonban a Berlin-Weißensee-ben található zsidótemető, amely Európa legnagyobbikja.
- Charlottenburgban található az Olimpiai Stadion, amelyet az 1936. évi nyári olimpiai játékokra építettek. További látnivaló még az 1695-ben épült Charlottenburg-kastély, a Spandau citadella és a Glienicke-kastély.
- A második világháború után a megosztott Berlinben nagyravágyó tervekkel álltak elő. Kelet-Berlinben, a mai Karl-Marx-Allee-n a szocialista klasszicizmus szellemében kezdtek építkezni. A város nyugati felében a modern építészet jegyei figyelhetőek meg. Új felhőkarcolókat, magasházakat építettek, ugyanakkor a város korábbi épületeit helyreállították.
- Berlin megalapításának 750. évfordulójára újjáépítették a Nikolai-negyedet, amely a város legrégebben épült része (1987).

### Múzeumok
Berlin számos múzeuma a Múzeum-szigeten található, köztük: Bode Múzeum, Pergamonmúzeum, Neues Museum, Altes Museum, Alte Nationalgalerie, James Simon Galéria, Humboldt Fórum.
1904-ben a Bode Múzeum megnyitásával teret kapott az iszlám kultúra művészete is, amely a Pergamonmuseum 1930-as megnyitásával (mivel ez egy önálló múzeum lett) az új múzeumba költözött. A 8. századtól a 19. századig terjedő, Spanyolország és India között élő iszlám népek művészete mellett a fő vonzó erő a Mschatta-Fassade, amely egy iszlám sivatagi kastélyból származik, és II. Abdul-Hamid oszmán szultán ajándékozta II. Vilmos császárnak. Még ma is megtalálhatóak a kastély romjai a jordániai Ammán repülőtere közelében.
Berlin huszadik századi történelmével is sok múzeum foglalkozik. Mind a Harmadik Birodalom éveit, mind a világháború és az újraegyesítés között eltelt időszakot jól feldolgozták a különféle múzeumok, mint például az NDK Múzeum, a Stasi Múzeum vagy a Haus am Checkpoint Charlie.
| - Berlini Galéria - Postai és Telekommunikációs Múzeum - Új Nemzeti Múzeum - Új Nemzeti Galéria - Friedrich Christian Flick Gyűjtemény – Kortárs Múzeum - Európai Kultúra Múzeuma - Gemäldegalerie (Berlin) - Bauhaus Múzeum - Bröhan Múzeum | - Német Filmmúzeum - Käthe Kollwitz Museum - Berggruen Múzeum (Picasso és kora) - Berlini Természetrajzi Múzeum - Technikai és Közlekedési Múzeum, ennek részeként a Cukormúzeum - Orvostudományi Múzeum - Berlini Fal Dokumentációs Központ - Berlini porosz paloták - „A fal”, Yadegar Asisi panorámaképe az 1980-as évekbeli berlini falról |

### Színházak és operák
- Admiralspalast
- Berliner Ensemble
- Friedrichstadt-Palast
- Deutsche Oper
- Deutsches Theater
- Komische Oper
- Maxim-Gorki-Theater
- Renaissance Theater
- Staatsoper Unter den Linden
- Theater des Westens

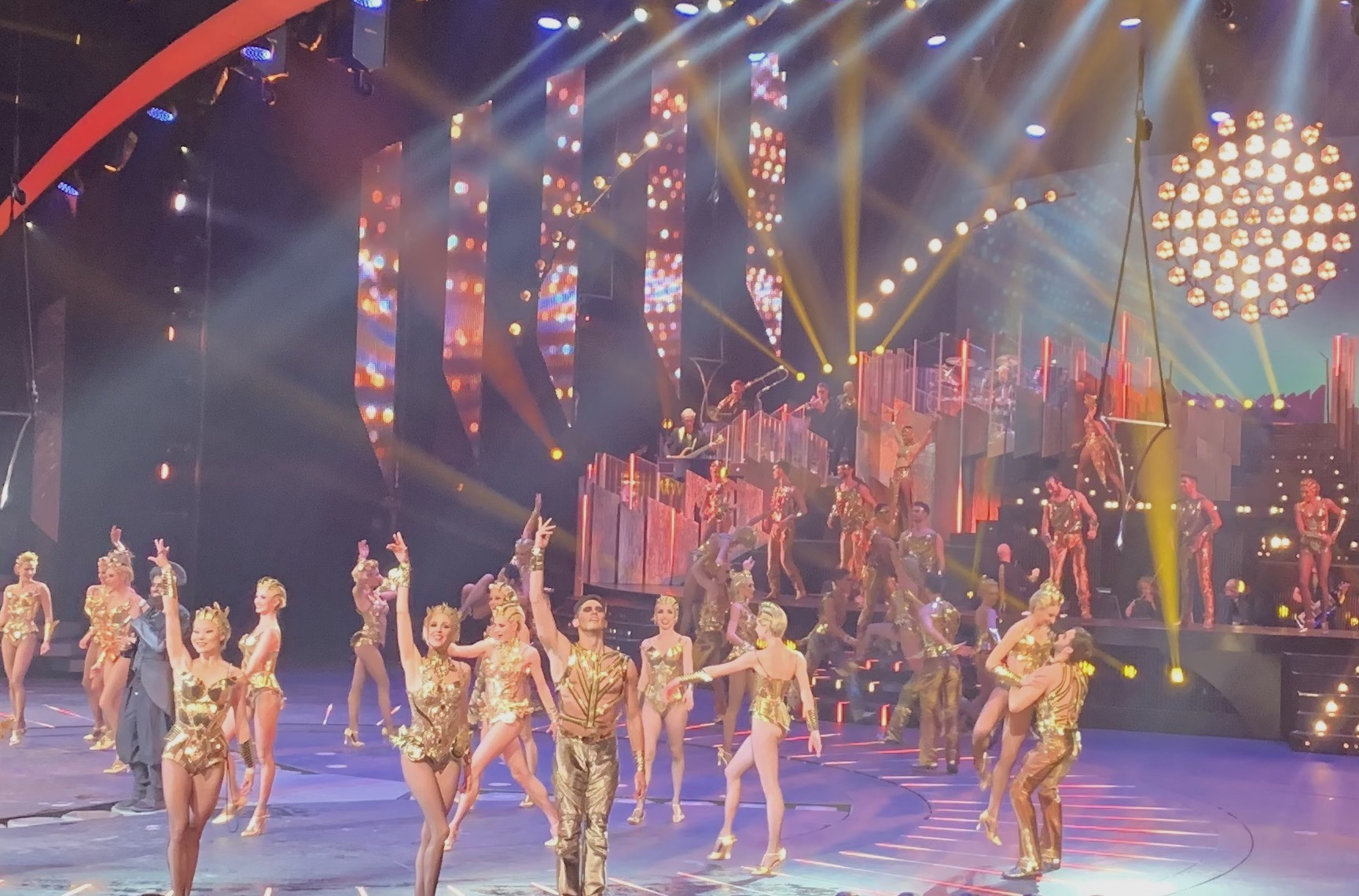
Friedrichstadt-Palast

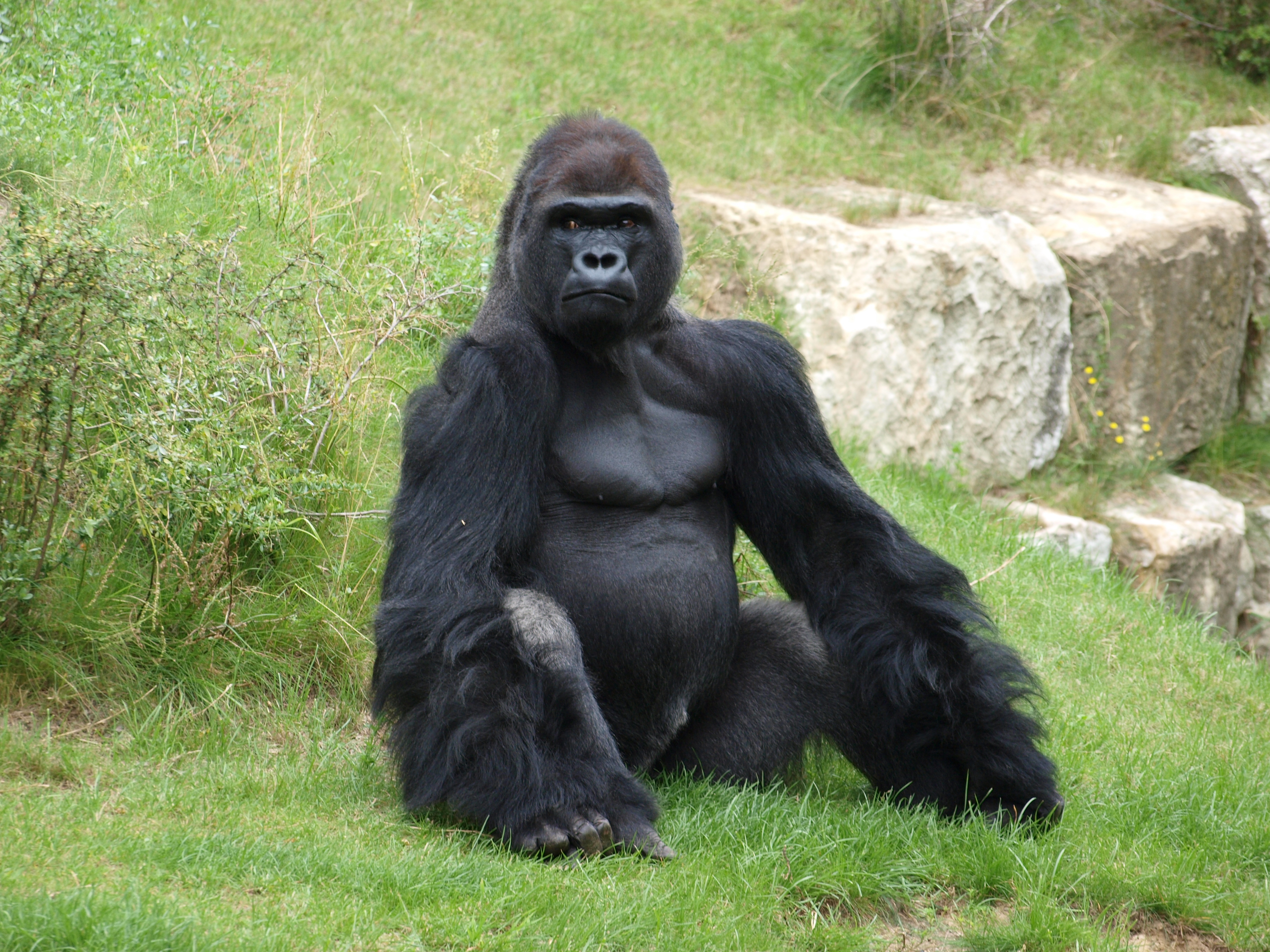
A Berlini Állatkert

- Theater und Komödie am Kurfürstendamm
- Volksbühne

### Kirándulóhelyek
Leglátogatottabb kirándulóhelyek: a charlottenburgi park, a Berlini Állatkert, a Jungfernheide, a Plötzensee a Spreetől északra, a Tegeli erdő, a hasonló nevű tóval, a város északnyugati határán a Spandaui erdő terül el, Charlottenburgtól délnyugatra pedig a Grunewald, számos szórakozóhellyel, délre van továbbá a Hasenheide, szintén gazdag mulatóhelyekben, a város délkeleti részén található a Treptower Park.

## Oktatás

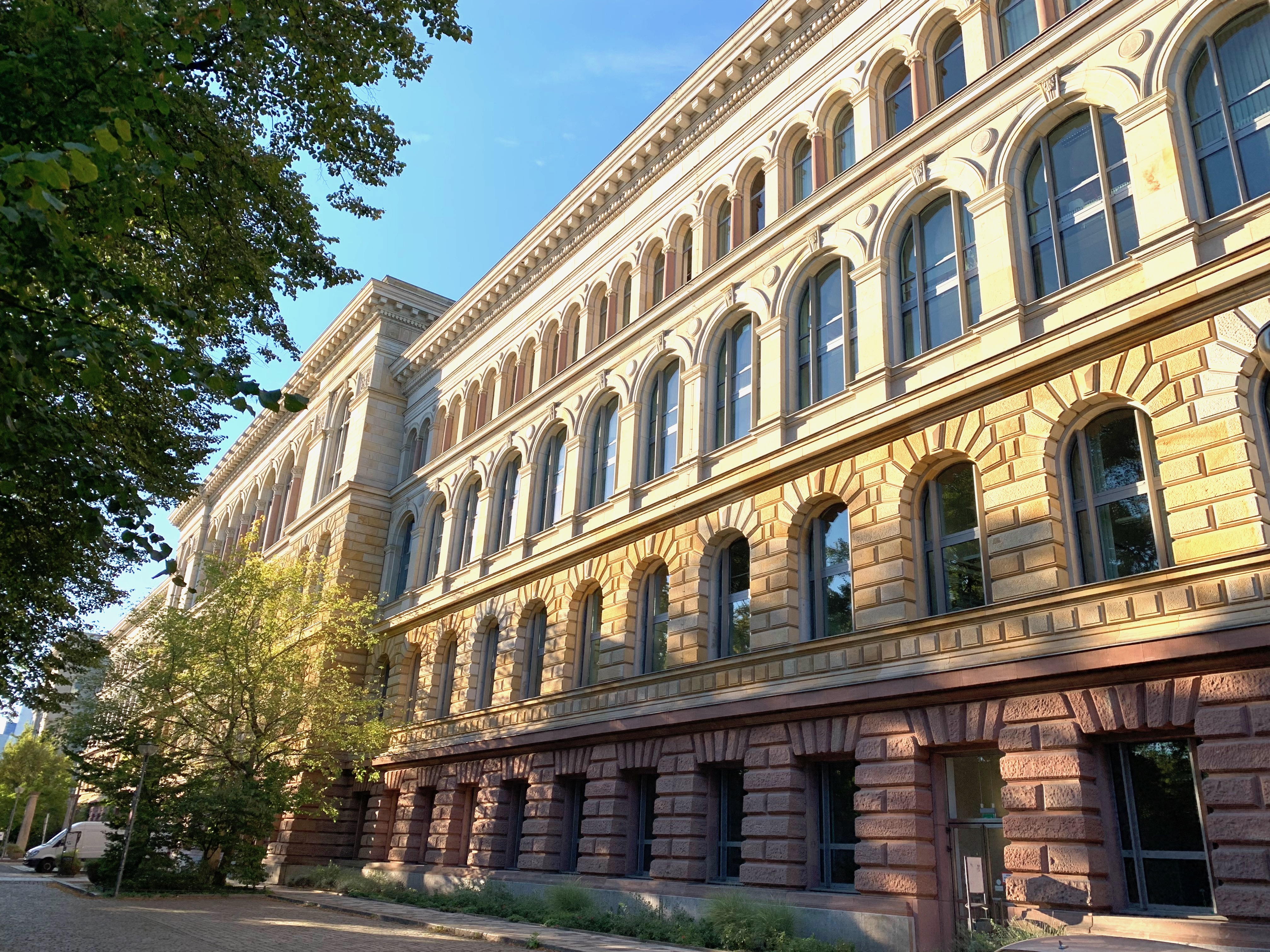
A Műszaki Egyetem főépülete

Egyetemi város, legnagyobb múltra a Humboldt Egyetem tekint vissza, a kettéosztottság nyomán a nyugati városrészben alakult meg a Freie Universität (Szabad Egyetem), majd a külön műszaki egyetem (Technische Universität Berlin). A Humboldt Egyetemen közel 38 000 diák tanul, míg a Freie Universitäten ennél háromezerrel kevesebben. A Freie Universität 2007. október 19-én elnyerte az elitegyetem státuszt és így a kutatás támogatásáért többletfinanszírozást kap az államtól. A Humboldt Egyetem és a Freie Universität közös orvosi kara a Charité, mely egyben Európa legnagyobb egyetemi klinikája is. Az egyetemek mellett hetven kutatóintézet található a városban, melyekben összesen 50 000 kutató dolgozik.

### Felsőoktatási intézmények
Egyetemek:

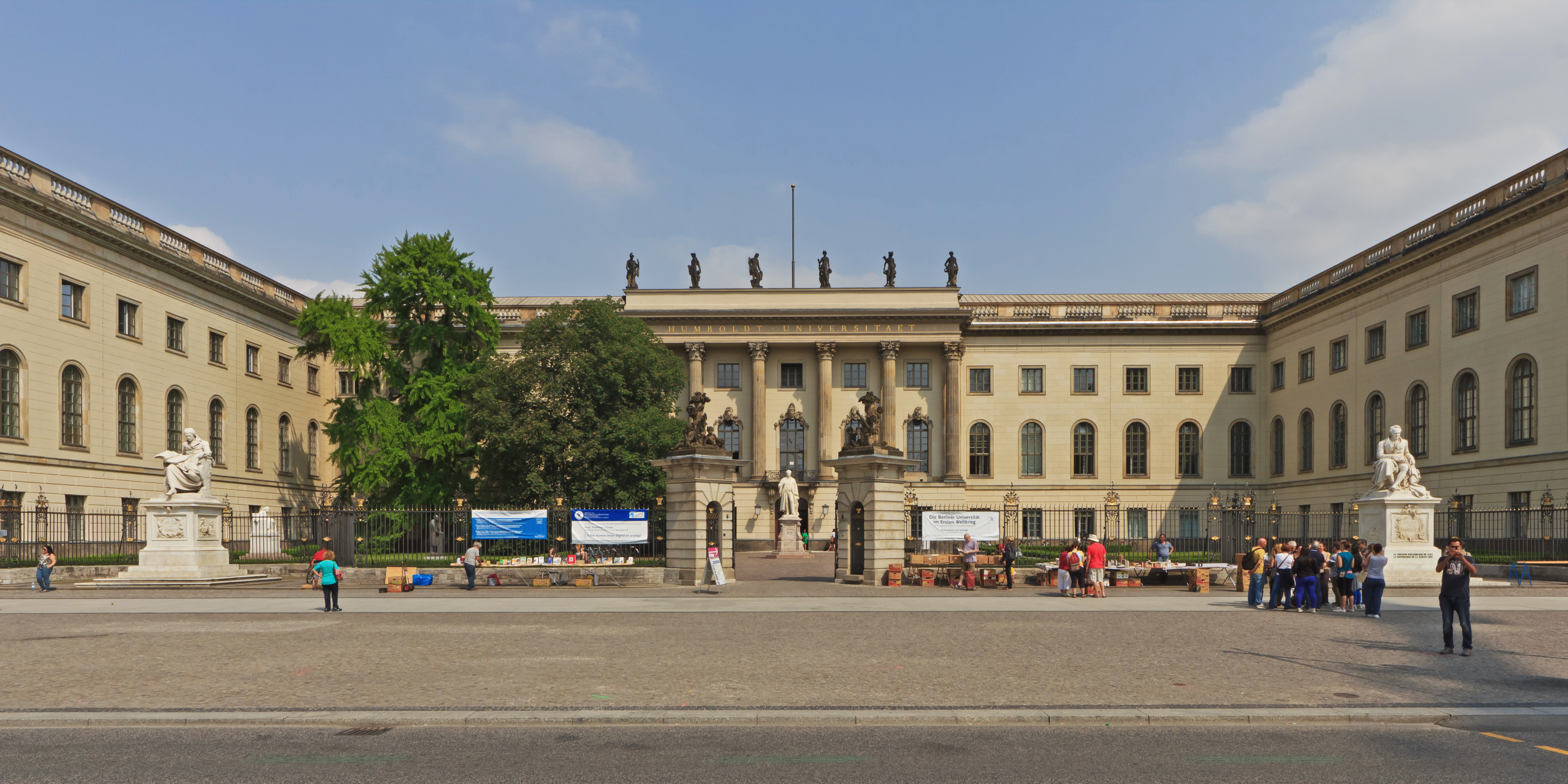
A Humboldt Egyetem főépülete

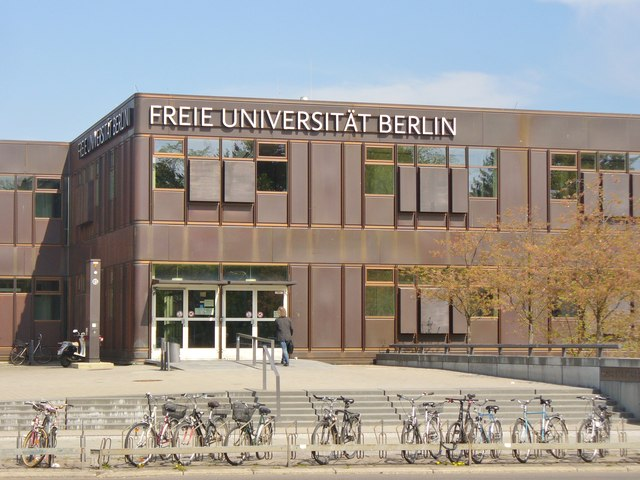
Freie Universität Berlin (Szabad Egyetem)

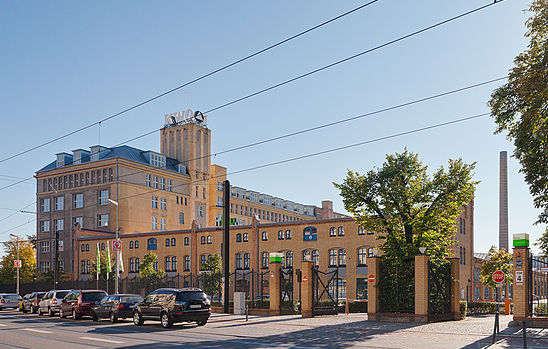
HTW Berlin

- Szabad Egyetem (Freie Universität Berlin)
- Humboldt Egyetem (Humboldt Universität zu Berlin)
- Műszaki Egyetem (Technische Universität Berlin)
- Művészeti Egyetem (Universität der Künste Berlin)

Szakiskolák:
- Alice Salomon Szociális munkás és Szociálpedagógus Szakiskola (ASFH)
- Evangélikus Szakiskola (EFB)
- Technikai és Gazdasági Szakiskola (HTW)
- Közigazgatási és Jogi Szakiskola (FHVR)
- Gazdasági Szakiskola (HWR)
- Szociális Katolikus Főiskola (KHSB)
- Technikai Szakiskola (BHT)

Művészeti főiskolák:
- Német Film- és Televíziós főiskola (DFFB)
- Hans Eisler Zenei főiskola (HfM)
- „Ernst Busch“ Színészképző főiskola (HfS)
- Berlin-Weißensee-i Művészeti Főiskola (KHB)

Magánfőiskolák:
- bbw Hochschule
- ESCP Gazdasági Főiskola
- European School of Management and Technology (ESMT)
- Oekonomie & Management Főiskola (FOM)
- Hertie School
- OTA Főiskola
- Bard College Berlin
- Touro College Berlin
- CODE University of Applied Sciences

### Iskolarendszer
Berlinben egy hatéves alapiskolát és egy háromtagú felsőiskolarendszert kell a diákoknak elvégezni. A felsőiskola-rendszer a fő- és reáliskolát, a gimnáziumot, illetve a gyűjtőiskolát takarja.
2004 februárjában egy új iskolatörvényt fogadtak el. A törvény szerint az érettségit 12 év után le lehet tenni a korábbi 13 év helyett. A központi érettségi alá tartozó tárgyak a következők lettek: német nyelv és irodalom, matematika és idegen nyelv.

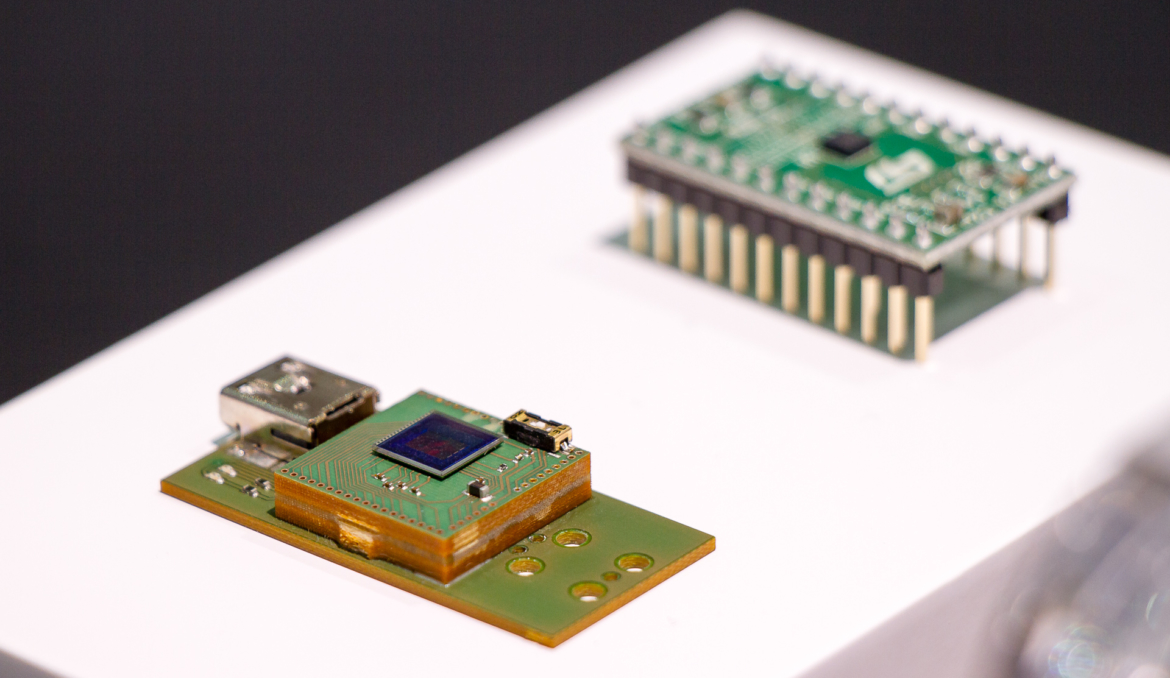
Mikrokamera a Fraunhofer Intézetből

### Kutatás
- Nemzetközi Matematikai Unió (IMU)
- Robert Koch Intézet (RKI)
- Max Planck Társaság (Max Planck Gesellschaft)
- Berlin-Brandenburgische Akademie der Wissenschaften
- Max-Delbrück-Centrum für Molekulare Medizin (MDC)
- Zuse-Institut Berlin (ZIB)
- Deutsches Institut für Wirtschaftsforschung (DIW)

## Média
Berlinben van több regionális és országos rádió- és televízióvállalat központja. Ilyen a Das Erste, a ZDF és az RTL.
| - Rundfunk Berlin-Brandenburg (RBB) - Fritz - Inforadio - Kulturradio - Radio Berlin 88,8 - Radio Eins - RBB Fernsehen - Deutsche Welle TV - Deutschlandradio Kultur | - Welt - RBB TV - TV.Berlin - Alex Berlin - Spreekanal - Florida Entertainment - Juwelo - Astro TV | - 105'5 Spreeradio - 104.6 RTL - 94'3 rs2 - Berliner Rundfunk 91,4 - BB Radio - Kiss FM - Jam FM - Flux FM - Energy Berlin - Jazz Radio |

### Újságok
Berlin legnagyobb újságja a Stadt Deutschlands. A legtöbben a Berliner Zeitungra fizetnek elő. A városban ezenkívül több kulturális és politikai lap is megjelenik: Freitag, Junge Freiheit, Jungle World. Ezenkívül több bulvárújság is van a városban: Bild Berlin és a Berliner Kurier. Az újságok mellett hirdetőlapokat is árulnak. Ilyen lap a Zweite Hand, a Berliner Abendblatt, a Berliner Woche és a Tip. Említésre méltó még a Die Tageszeitung nevű baloldali alternatív-zöld lap jelenléte is, mely nemrég elérte azt, hogy a Kochstrasse az 1968-as német diáklázadások hőséről, Rudi Dutschkéről legyen elnevezve.

## Sport

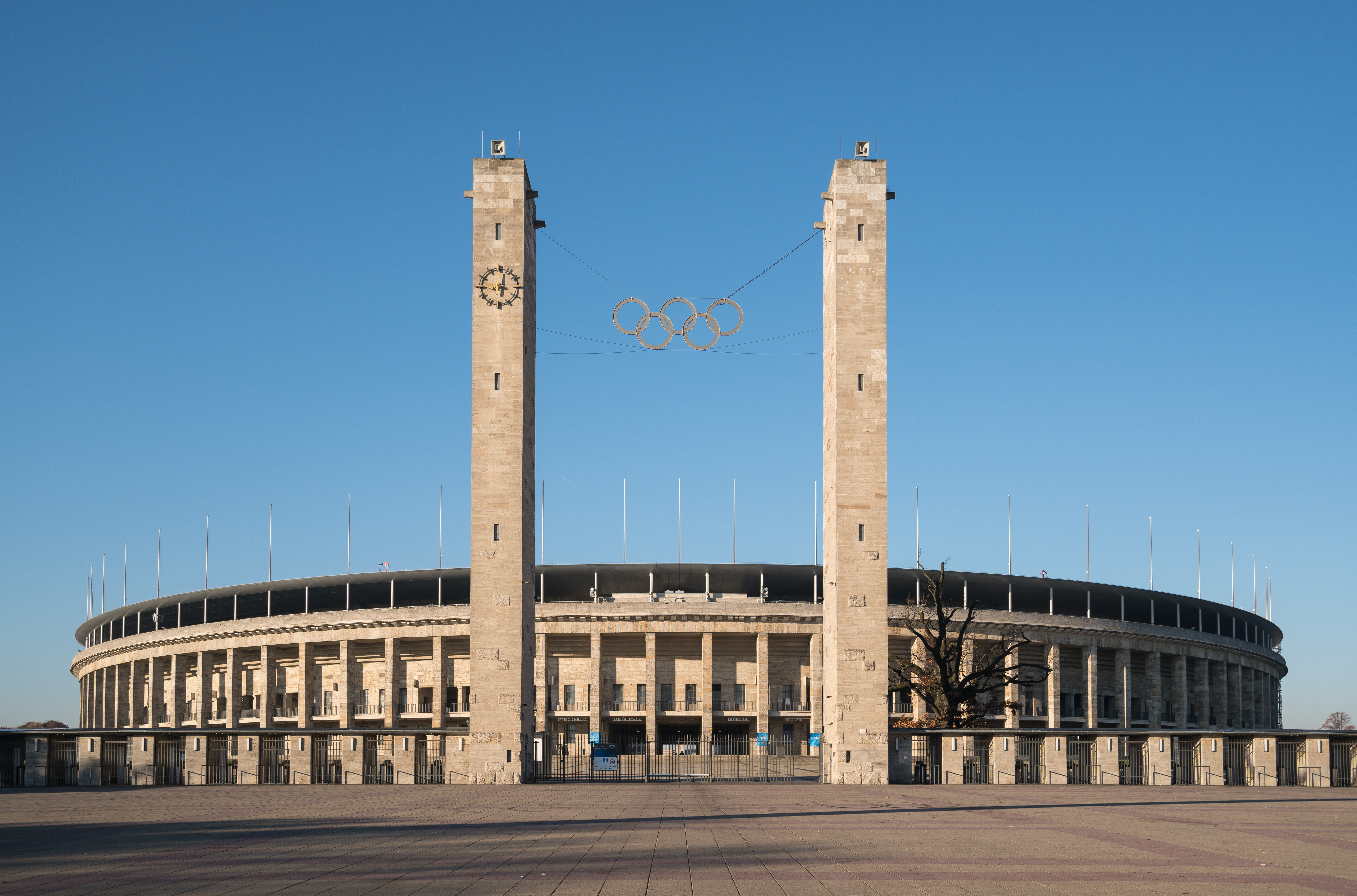
Olimpiai Stadion

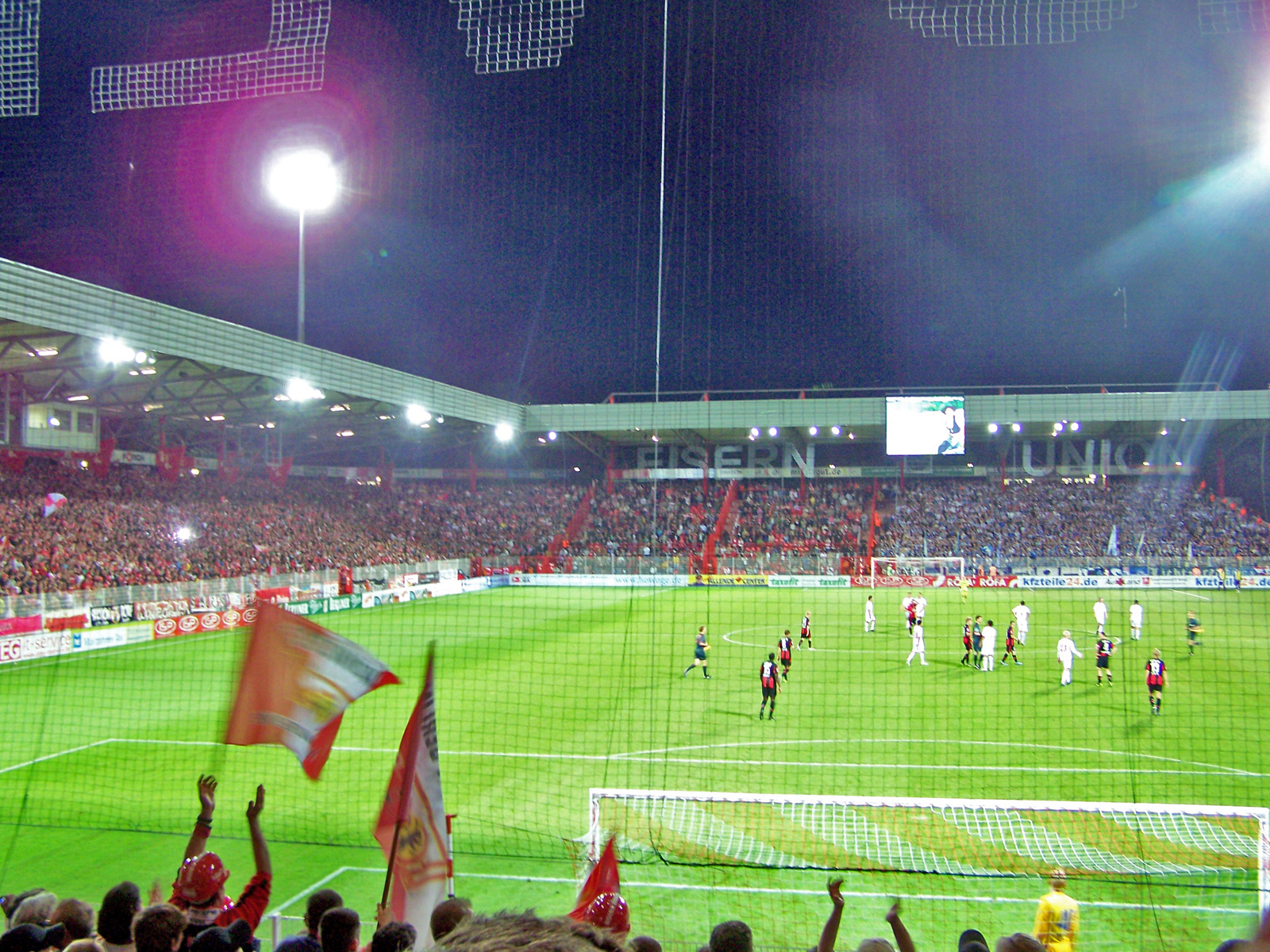
Stadion An der Alten Försterei

Berlinben számos sportegyesület tevékenykedik. Némely egyesület a profiligában is szerepel. A labdarúgásban a Hertha BSC és az FC Union Berlin, a jéghokiban az Eisbären, a kosárlabdában az Alba és az amerikai futballban a Berlin Thunder. A város csapata a Bundesligában a Hertha BSC, ahol korábban Varga Zoltán, majd Dárdai Pál játszott és a közelmúltig Király Gábor védett. A röplabdában a fővárosnak három együttese is van. A legismertebb az SC Charlottenburg. A vízilabda legismertebb csapata a Spandau 04, amely 1979 és 2007 között (kivéve 1993-at és 2006-ot) német bajnok volt. Berlin egyik legnagyobb sporteseménye a minden évben megrendezésre kerülő Berlin-maraton.
| Klub                     | Sportág    | Alapítása | Liga                            | Találkozóhely                  |
| ------------------------ | ---------- | --------- | ------------------------------- | ------------------------------ |
| Hertha BSC               | Labdarúgás | 1892      | Bundesliga                      | Olimpiai stadion               |
| 1. FC Union Berlin       | Labdarúgás | 1966      | Bundesliga                      | Stadion an der Alten Försterei |
| ALBA Berlin              | Kosárlabda | 1991      | BBL                             | Mercedes Benz Arena            |
| Eisbären Berlin          | Jégkorong  | 1954      | Német jéghoki liga (DEL)        | Mercedes Benz Arena            |
| Berlin Recycling Volleys | Röplabda   | 1911      | DVB                             | Max-Schmeling-Halle            |
| Füchse Berlin            | Kézilabda  | 1891      | 1. Bundesliga                   | Max-Schmeling-Halle            |
| Wasserfreunde Spandau 04 | Vízilabda  | 1904      | Német férfi vízilabda-bajnokság | Sporthalle Schöneberg          |

### Olimpia
1936-ban Berlinben rendezték meg a nyári olimpiát, amelyet augusztus 1. és 16. között tartottak. Negyvenkilenc nemzet 3961 sportolója vett részt a játékokon.
A magyar sportolók közül aranyérmet nyertek: Csák Ibolya (magasugrás), Zombori Ödön (birkózás), Kárpáti Károly (birkózás), Lőrincz Márton (birkózás), Harangi Imre (ökölvívás), Elek Ilona (tőrvívás), Csik Ferenc (úszás), a kardvívó- és a vízilabdacsapat.

## Filmművészet

Good bye, Lenin!

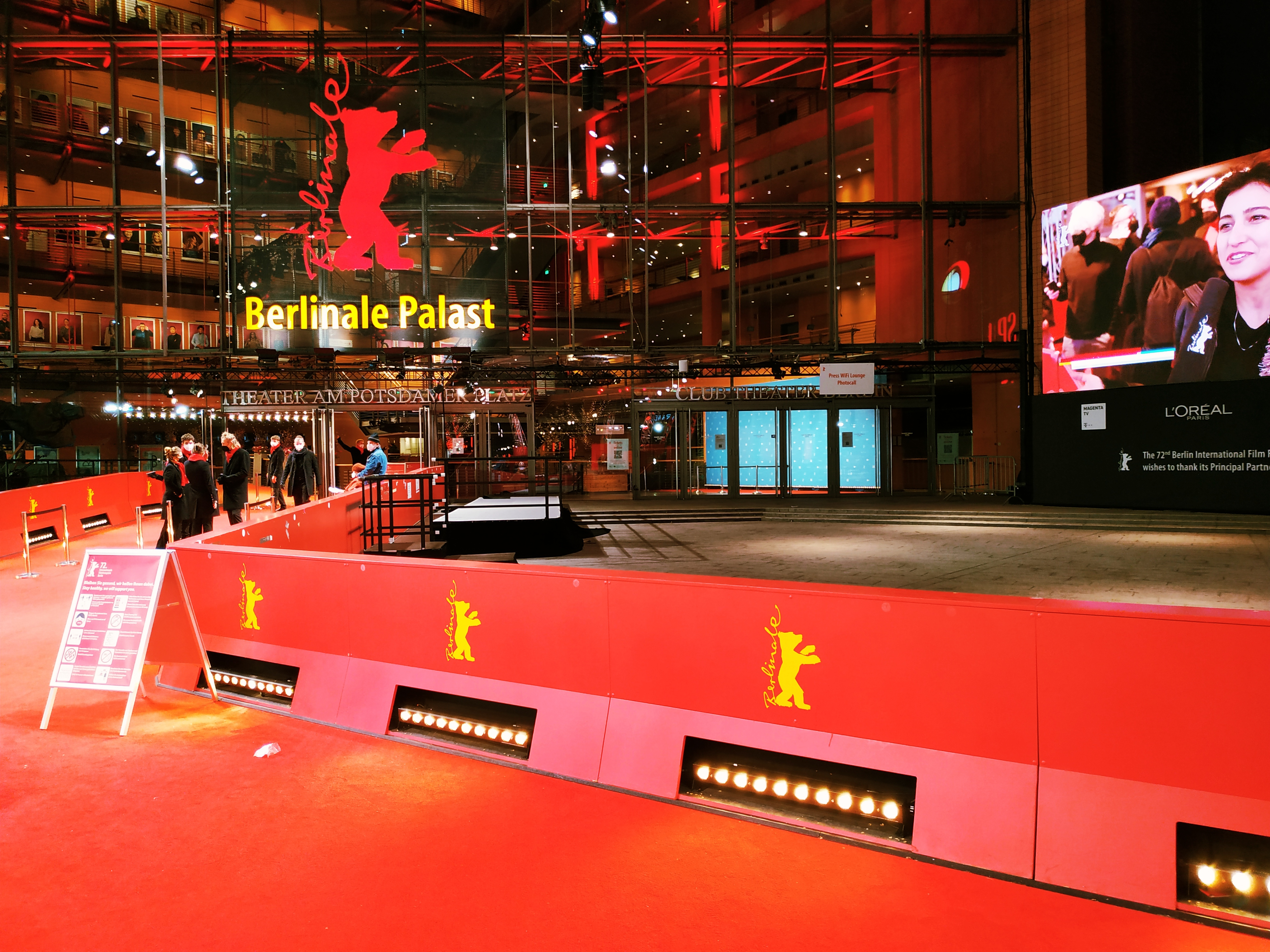
Berlinale (2022)

Az alábbi filmek Berlinben készültek, illetve Berlinről szólnak:
- Berlin, egy nagyváros szimfóniája (Berlin: Die Sinfonie der Großstadt)
- Emil és a detektívek (Emil und die Detektive)
- Németország a nulladik évben (Deutschland im Jahre Null)
- Egy, kettő, három (Eins, Zwei, Drei)
- Cabaret
- Paul és Paula története (Die Legende von Paul und Paula)
- Christiane F.
- Berlin felett az ég (Der Himmel über Berlin)
- Linie 1
- A lé meg a Lola (Lola rennt)
- Sonnenallee
- Good bye, Lenin!
- A Bourne-csapda
- A mások élete (Das Leben der Anderen)

### Filmfesztiválok
- A Berlini Nemzetközi Filmfesztivál (Internationale Filmfestspiele Berlin, röviden Berlinale) évente megrendezésre kerülő „A” kategóriás filmfesztivál
- Venus Award
- Az Európai Filmakadémia (EFA) egy filmes szakmai szervezet, amelyet európai filmkészítők alapítottak 1988-ban Berlinben az európai filmes kultúra támogatására

## Híres emberek

### Itt születtek

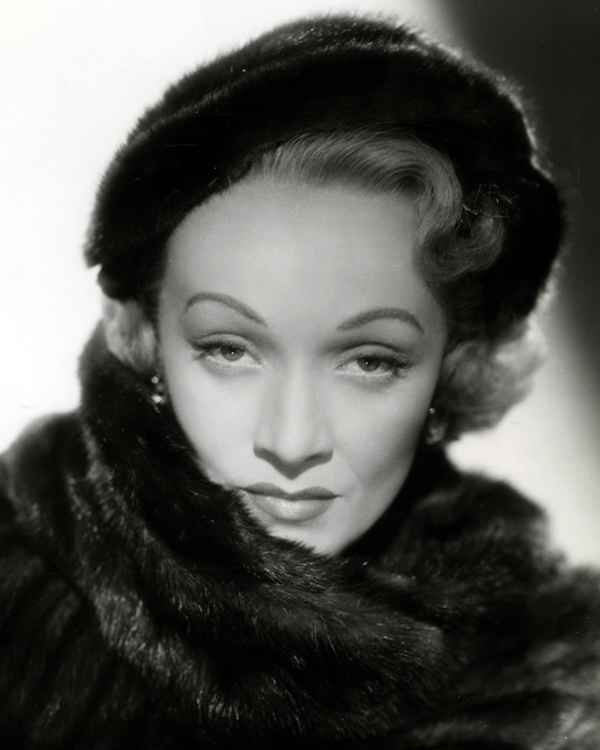
Marlene Dietrich

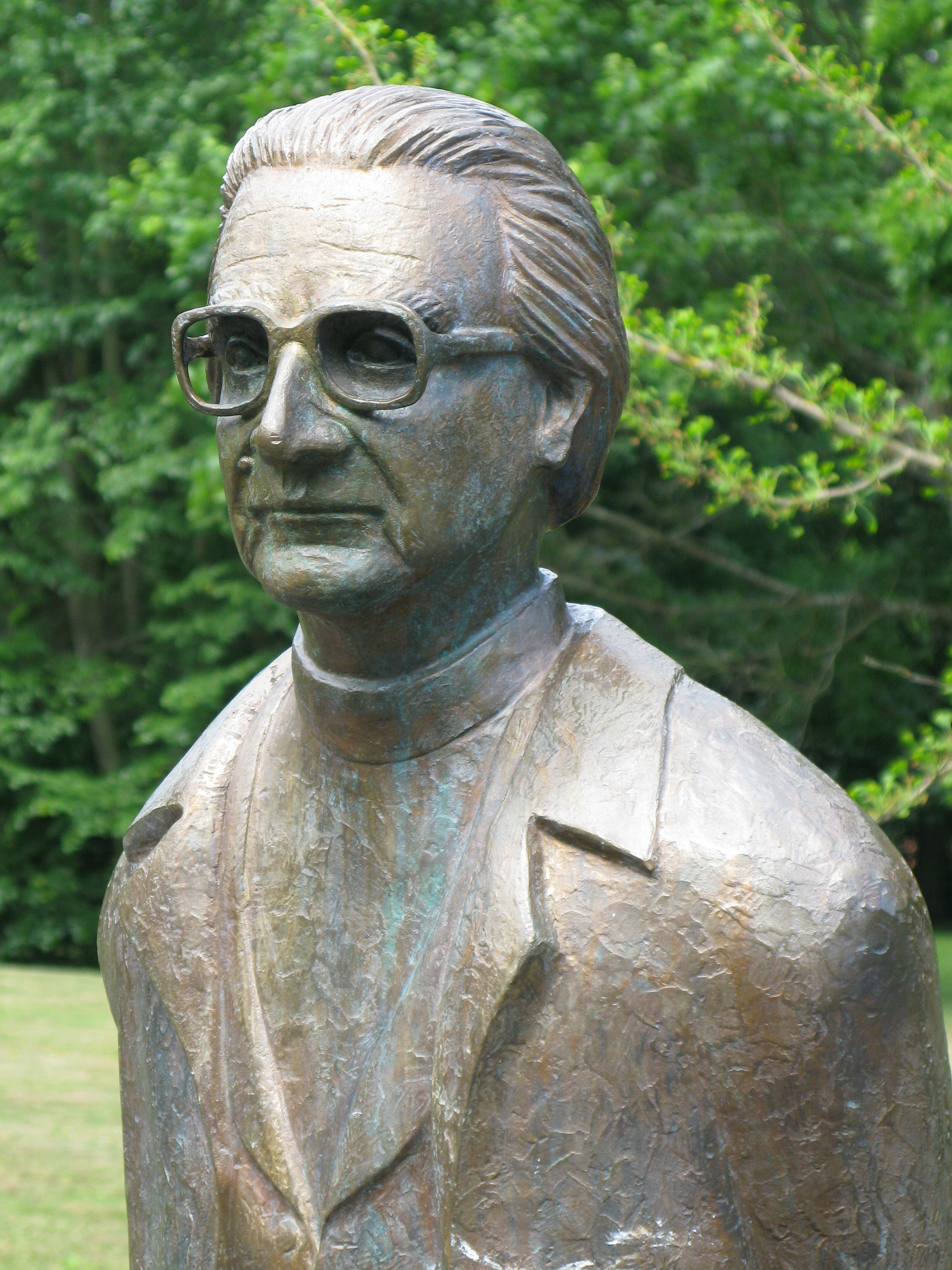
Konrad Zuse

- II. Frigyes Vilmos (1744–1797), porosz fejedelem
- Alexander von Humboldt (1769–1859), tudós
- Max Liebermann (1847–1935), festő
- Walther Rathenau (1867–1922), politikus
- Albert Reiß (1870–1940), operaénekes
- Leo Frobenius (1873-1938), etnológus és régész, a kulturális morfológia módszerének és a frankfurti etnológiai iskola megteremtője
- Gustav Stresemann (1878–1929), államférfi
- Walter Gropius (1883–1969), épitész
- Wilhelm Furtwängler (1886–1954), zenész
- Walter Benjamin (1892–1940) filozófus
- Herbert Marcuse (1898–1979), filozófus
- Alfred Kantorowicz (1899–1979) német irodalomtörténész, jogász, kritikus, publicista
- Marlene Dietrich (1901–1992), színésznő, énekesnő
- Werner Forßmann (1904–1979) orvos, a szívkatéter „feltalálója”
- Max Delbrück (1906–1981) genetikus és biofizikus, a vírusok genetikájának és szaporodásának kutatója, fiziológiai és orvostudományi Nobel-díjas (1969)
- Konrad Zuse (1910–1995) építész, az első működőképes számítógép megalkotója
- Ingeborg Hunzinger (1915–2009), szobrász, politikus
- Helmut Newton (1920–2004), fotográfus
- Angelica Domröse (1941), német színésznő

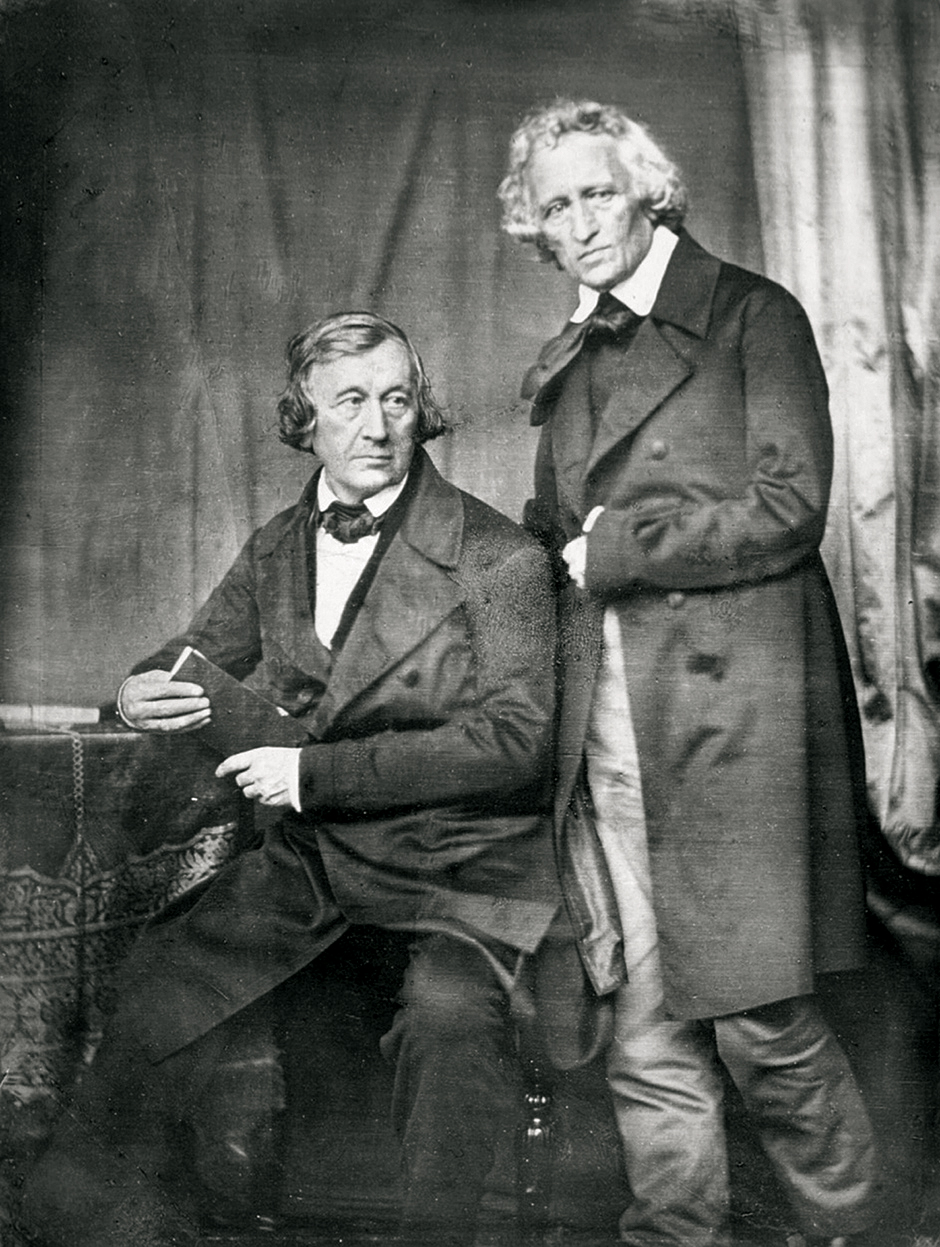
Grimm fivérek

- Klaus Wowereit (1953), politikus
- Nina Hagen (1955), énekes
- Jérôme Boateng (1988)

### Itt haltak meg
- Georg Wilhelm Friedrich Hegel (Stuttgart, 1770. augusztus 27. – Berlin, 1831. november 30.), filozófus
- Karl Friedrich Schinkel (Neuruppin, 1781. március 13. – Berlin, 1841. október 9.), régész
- Wilhelm Grimm (Hanau, 1786. február 24. – Berlin, 1859. december 16.), író
- Jacob Grimm (Hanau, 1785. január 4. – Berlin, 1863. szeptember 20.), író
- Theodor Fontane (Neuruppin, 1819. december 30. – Berlin, 1898. szeptember 20.), író
- Rosa Luxemburg (Zamość, 1871. március 5. – Berlin, 1919. január 15.), politikus
- Karl Liebknecht (Lipcse, 1871. augusztus 13. – Berlin, 1919. január 15.), politikus
- Adolf Hitler (Braunau am Inn, 1889. április 20. – Berlin, 1945. április 30.), kancellár
- Bertolt Brecht (Augsburg, 1898. február 10. – Berlin, 1956. augusztus 14.), író, dramaturg
- Richard von Weizsäcker, (Stuttgart, 1920. április 15. – Berlin, 2015. január 31.), a Német Szövetségi Köztársaság elnöke

## Híres mondatok a városról
„Ich bin ein Berliner.” („Berlini vagyok.”)
 (John F. Kennedy, 1963-ban a berlini beszédében)
„Ihr Völker der Welt … schaut auf diese Stadt!” („Világ polgárai … nézzétek meg ezt a várost!”)
(Ernst Reuter, polgármester, 1948-ban a berlini blokád idején)
„Ich hab noch einen Koffer in Berlin.” („Még egy kofferem van Berlinben.”)
(Marlene Dietrich)
„Párizs mindig Párizs, de Berlin sohasem Berlin!”
(Jack Lang, francia kultúrminiszter)